# ICD-9编码列表 (E和V代码)

## 鐵路事故 (E800–E807)
- (E800) 鐵路車輛間相撞之鐵路事故
  - (E800.0) 鐵路車輛間相撞之鐵路事故，傷者為鐵路局員工
  - (E800.1) 鐵路車輛間相撞之鐵路事故，傷者為火車乘客
  - (E800.2) 鐵路車輛間相撞之鐵路事故，傷者為行人
  - (E800.3) 鐵路車輛間相撞之鐵路事故，傷者為腳踏車騎士
  - (E800.8) 鐵路車輛間相撞之鐵路事故，傷者為其他特定身分者
  - (E800.9) 鐵路車輛間相撞之鐵路事故，傷者為身分不詳者
- (E801) 與其他物體相撞之鐵路事故
  - (E801.0) 與其他物體相撞之鐵路事故，傷者為鐵路局員工
  - (E801.1) 與其他物體相撞之鐵路事故，傷者為火車乘客
  - (E801.2) 與其他物體相撞之鐵路事故，傷者為行人
  - (E801.3) 與其他物體相撞之鐵路事故，傷者為腳踏車騎士
  - (E801.8) 與其他物體相撞之鐵路事故，傷者為其他特定身分者
  - (E801.9) 與其他物體相撞之鐵路事故，傷者為身分不詳者
- (E802) 未先發生撞擊而出軌之鐵路事故
  - (E802.0) 未先發生撞擊而出軌之鐵路事故，傷者為鐵路局員工
  - (E802.1) 未先發生撞擊而出軌之鐵路事故，傷者為火車乘客
  - (E802.2) 未先發生撞擊而出軌之鐵路事故，傷者為行人
  - (E802.3) 未先發生撞擊而出軌之鐵路事故，傷者為腳踏車騎士
  - (E802.8) 未先發生撞擊而出軌之鐵路事故，傷者為其他特定身分者
  - (E802.9) 未先發生撞擊而出軌之鐵路事故，傷者為身分不詳者
- (E803) 爆炸、失火或燃燒之鐵路事故
  - (E803.0) 爆炸、失火或燃燒之鐵路事故，傷者為鐵路局員工
  - (E803.1) 爆炸、失火或燃燒之鐵路事故，傷者為火車乘客
  - (E803.2) 爆炸、失火或燃燒之鐵路事故，傷者為行人
  - (E803.3) 爆炸、失火或燃燒之鐵路事故，傷者為腳踏車騎士
  - (E803.8) 爆炸、失火或燃燒之鐵路事故，傷者為其他特定身分者
  - (E803.9) 爆炸、失火或燃燒之鐵路事故，傷者為身分不詳者
- (E804) 跌入、跌出或跌落火車
  - (E804.0) 跌入、跌出或跌落火車，傷者為鐵路局員工
  - (E804.1) 跌入、跌出或跌落火車，傷者為火車乘客
  - (E804.2) 跌入、跌出或跌落火車，傷者為行人
  - (E804.3) 跌入、跌出或跌落火車，傷者為腳踏車騎士
  - (E804.8) 跌入、跌出或跌落火車，傷者為其他特定身分者
  - (E804.9) 跌入、跌出或跌落火車，傷者為身分不詳者
- (E805) 被鐵路車輛撞及
  - (E805.0) 被鐵路車輛撞及，傷者為鐵路局員工
  - (E805.1) 被鐵路車輛撞及，傷者為火車乘客
  - (E805.2) 被鐵路車輛撞及，傷者為行人
  - (E805.3) 被鐵路車輛撞及，傷者為腳踏車騎士
  - (E805.8) 被鐵路車輛撞及，傷者為其他特定身分者
  - (E805.9) 被鐵路車輛撞及，傷者為身分不詳者
- (E806) 其他特定之鐵路事故
  - (E806.0) 其他特定之鐵路事故，傷者為鐵路局員工
  - (E806.1) 其他特定之鐵路事故，傷者為火車乘客
  - (E806.2) 其他特定之鐵路事故，傷者為行人
  - (E806.3) 其他特定之鐵路事故，傷者為腳踏車騎士
  - (E806.8) 其他特定之鐵路事故，傷者為其他特定身分者
  - (E806.9) 其他特定之鐵路事故，傷者為身分不詳者
- (E807) 性質不明之鐵路事故
  - (E807.0) 性質不明之鐵路事故，傷者為鐵路局員工
  - (E807.1) 性質不明之鐵路事故，傷者為火車乘客
  - (E807.2) 性質不明之鐵路事故，傷者為行人
  - (E807.3) 性質不明之鐵路事故，傷者為腳踏車騎士
  - (E807.8) 性質不明之鐵路事故，傷者為其他特定身分者
  - (E807.9) 性質不明之鐵路事故，傷者為身分不詳者

## 機動車輛交通事故 (E810–E819)
- (E810) 與火車相撞引起之機動車輛交通事故
  - (E810.0) 與火車相撞引起之機動車輛交通事故，傷者為機動車駕駛員（機車騎士除外）
  - (E810.1) 與火車相撞引起之機動車輛交通事故，傷者為機動車乘客（機車乘客除外）
  - (E810.2) 與火車相撞引起之機動車輛交通事故，傷者為機車騎士
  - (E810.3) 與火車相撞引起之機動車輛交通事故，傷者為機車乘客
  - (E810.4) 與火車相撞引起之機動車輛交通事故，傷者為電車乘客或駕駛員
  - (E810.5) 與火車相撞引起之機動車輛交通事故，傷者為騎乘動物者或獸力車乘客或駕駛員
  - (E810.6) 與火車相撞引起之機動車輛交通事故，傷者為腳踏車騎士
  - (E810.7) 與火車相撞引起之機動車輛交通事故，傷者為行人
  - (E810.8) 與火車相撞引起之機動車輛交通事故，傷者為其他特定身分者
  - (E810.9) 與火車相撞引起之機動車輛交通事故，傷者為身分不詳者
- (E811) 與另一機動車再進入時相撞之機動車輛交通事故
  - (E811.0) 與另一機動車再進入時相撞之機動車輛交通事故，傷者為機動車駕駛員（機車騎士除外）
  - (E811.1) 與另一機動車再進入時相撞之機動車輛交通事故，傷者為機動車乘客（機車乘客除外）
  - (E811.2) 與另一機動車再進入時相撞之機動車輛交通事故，傷者為機車騎士
  - (E811.3) 與另一機動車再進入時相撞之機動車輛交通事故，傷者為機車乘客
  - (E811.4) 與另一機動車再進入時相撞之機動車輛交通事故，傷者為電車乘客或駕駛員
  - (E811.5) 與另一機動車再進入時相撞之機動車輛交通事故，傷者為騎乘動物者或獸力車乘客或駕駛員
  - (E811.6) 與另一機動車再進入時相撞之機動車輛交通事故，傷者為腳踏車騎士
  - (E811.7) 與另一機動車再進入時相撞之機動車輛交通事故，傷者為行人
  - (E811.8) 與另一機動車再進入時相撞之機動車輛交通事故，傷者為其他特定身分者
  - (E811.9) 與另一機動車再進入時相撞之機動車輛交通事故，傷者為身分不詳者
- (E812) 與另一機動車相撞之其他機動車輛交通事故
  - (E812.0) 與另一機動車相撞之其他機動車輛交通事故，傷者為機動車駕駛員（機車騎士除外）
  - (E812.1) 與另一機動車相撞之其他機動車輛交通事故，傷者為機動車乘客（機車乘客除外）
  - (E812.2) 與另一機動車相撞之其他機動車輛交通事故，傷者為機車騎士
  - (E812.3) 與另一機動車相撞之其他機動車輛交通事故，傷者為機車乘客
  - (E812.4) 與另一機動車相撞之其他機動車輛交通事故，傷者為電車乘客或駕駛員
  - (E812.5) 與另一機動車相撞之其他機動車輛交通事故，傷者為騎乘動物者或獸力車乘客或駕駛員
  - (E812.6) 與另一機動車相撞之其他機動車輛交通事故，傷者為腳踏車騎士
  - (E812.7) 與另一機動車相撞之其他機動車輛交通事故，傷者為行人
  - (E812.8) 與另一機動車相撞之其他機動車輛交通事故，傷者為其他特定身分者
  - (E812.9) 與另一機動車相撞之其他機動車輛交通事故，傷者為身分不詳者
- (E813) 與其他車輛相撞之機動車輛交通事故
  - (E813.0) 與其他車輛相撞之機動車輛交通事故，傷者為機動車駕駛員（機車騎士除外）
  - (E813.1) 與其他車輛相撞之機動車輛交通事故，傷者為機動車乘客（機車乘客除外）
  - (E813.2) 與其他車輛相撞之機動車輛交通事故，傷者為機車騎士
  - (E813.3) 與其他車輛相撞之機動車輛交通事故，傷者為機車乘客
  - (E813.4) 與其他車輛相撞之機動車輛交通事故，傷者為電車乘客或駕駛員
  - (E813.5) 與其他車輛相撞之機動車輛交通事故，傷者為騎乘動物者或獸力車乘客或駕駛員
  - (E813.6) 與其他車輛相撞之機動車輛交通事故，傷者為腳踏車騎士
  - (E813.7) 與其他車輛相撞之機動車輛交通事故，傷者為行人
  - (E813.8) 與其他車輛相撞之機動車輛交通事故，傷者為其他特定身分者
  - (E813.9) 與其他車輛相撞之機動車輛交通事故，傷者為身分不詳者
- (E814) 與行人相撞之機動車輛交通事故
  - (E814.0) 與行人相撞之機動車輛交通事故，傷者為機動車駕駛員（機車騎士除外）
  - (E814.1) 與行人相撞之機動車輛交通事故，傷者為機動車乘客（機車乘客除外）
  - (E814.2) 與行人相撞之機動車輛交通事故，傷者為機車騎士
  - (E814.3) 與行人相撞之機動車輛交通事故，傷者為機車乘客
  - (E814.4) 與行人相撞之機動車輛交通事故，傷者為電車乘客或駕駛員
  - (E814.5) 與行人相撞之機動車輛交通事故，傷者為騎乘動物者或獸力車乘客或駕駛員
  - (E814.6) 與行人相撞之機動車輛交通事故，傷者為腳踏車騎士
  - (E814.7) 與行人相撞之機動車輛交通事故，傷者為行人
  - (E814.8) 與行人相撞之機動車輛交通事故，傷者為其他特定身分者
  - (E814.9) 與行人相撞之機動車輛交通事故，傷者為身分不詳者
- (E815) 在公路上相撞之其他機動車輛交通事故
  - (E815.0) 在公路上相撞之其他機動車輛交通事故，傷者為機動車駕駛員（機車騎士除外）
  - (E815.1) 在公路上相撞之其他機動車輛交通事故，傷者為機動車乘客（機車乘客除外）
  - (E815.2) 在公路上相撞之其他機動車輛交通事故，傷者為機車騎士
  - (E815.3) 在公路上相撞之其他機動車輛交通事故，傷者為機車乘客
  - (E815.4) 在公路上相撞之其他機動車輛交通事故，傷者為電車乘客或駕駛員
  - (E815.5) 在公路上相撞之其他機動車輛交通事故，傷者為騎乘動物者或獸力車乘客或駕駛員
  - (E815.6) 在公路上相撞之其他機動車輛交通事故，傷者為腳踏車騎士
  - (E815.7) 在公路上相撞之其他機動車輛交通事故，傷者為行人
  - (E815.8) 在公路上相撞之其他機動車輛交通事故，傷者為其他特定身分者
  - (E815.9) 在公路上相撞之其他機動車輛交通事故，傷者為身分不詳者
- (E816) 失去控制所致之機動車輛交通事故；未提及在公路上相撞
  - (E816.0) 失去控制所致之機動車輛交通事故；未提及在公路上相撞，傷者為機動車駕駛員（機車騎士除外）
  - (E816.1) 失去控制所致之機動車輛交通事故；未提及在公路上相撞，傷者為機動車乘客（機車乘客除外）
  - (E816.2) 失去控制所致之機動車輛交通事故；未提及在公路上相撞，傷者為機車騎士
  - (E816.3) 失去控制所致之機動車輛交通事故；未提及在公路上相撞，傷者為機車乘客
  - (E816.4) 失去控制所致之機動車輛交通事故；未提及在公路上相撞，傷者為電車乘客（或駕駛員）
  - (E816.5) 失去控制所致之機動車輛交通事故；未提及在公路上相撞，傷者為騎乘動物者或獸力車乘客（或駕駛員）
  - (E816.6) 失去控制所致之機動車輛交通事故；未提及在公路上相撞，傷者為腳踏車騎士
  - (E816.7) 失去控制所致之機動車輛交通事故；未提及在公路上相撞，傷者為行人
  - (E816.8) 失去控制所致之機動車輛交通事故；未提及在公路上相撞，傷者為其他特定身份者
  - (E816.9) 失去控制所致之機動車輛交通事故；未提及在公路上相撞，傷者為身份不詳者
- (E817) 上下車時發生非相撞之機動車輛交通事故
  - (E817.0) 上下車時發生非相撞之機動車輛交通事故，傷者為機動車駕駛員（機車騎士除外）
  - (E817.1) 上下車時發生非相撞之機動車輛交通事故，傷者為機動車乘客（機車乘客除外）
  - (E817.2) 上下車時發生非相撞之機動車輛交通事故，傷者為機車騎士
  - (E817.3) 上下車時發生非相撞之機動車輛交通事故，傷者為機車乘客
  - (E817.4) 上下車時發生非相撞之機動車輛交通事故，傷者為電車乘客（或駕駛員）
  - (E817.5) 上下車時發生非相撞之機動車輛交通事故，傷者為騎乘動物者或獸力車乘客（或駕駛員）
  - (E817.6) 上下車時發生非相撞之機動車輛交通事故，傷者為腳踏車騎士
  - (E817.7) 上下車時發生非相撞之機動車輛交通事故，傷者為行人
  - (E817.8) 上下車時發生非相撞之機動車輛交通事故，傷者為其他特定身份者
  - (E817.9) 上下車時發生非相撞之機動車輛交通事故，傷者為身份不詳者
- (E818) 其他非相撞之機動車輛交通事故
  - (E818.0) 其他非相撞之機動車輛交通事故，傷者為機動車駕駛員（機車騎士除外）
  - (E818.1) 其他非相撞之機動車輛交通事故，傷者為機動車乘客（機車乘客除外）
  - (E818.2) 其他非相撞之機動車輛交通事故，傷者為機車騎士
  - (E818.3) 其他非相撞之機動車輛交通事故，傷者為機車乘客
  - (E818.4) 其他非相撞之機動車輛交通事故，傷者為電車乘客（或駕駛員）
  - (E818.5) 其他非相撞之機動車輛交通事故，傷者為騎乘動物者或獸力車乘客（或駕駛員）
  - (E818.6) 其他非相撞之機動車輛交通事故，傷者為腳踏車騎士
  - (E818.7) 其他非相撞之機動車輛交通事故，傷者為行人
  - (E818.8) 其他非相撞之機動車輛交通事故，傷者為其他特定身份者
  - (E818.9) 其他非相撞之機動車輛交通事故，傷者為身份不詳者
- (E819) 肇事原因不明之機動車輛交通事故
  - (E819.0) 肇事原因不明之機動車輛交通事故，傷者為機動車駕駛員（機車騎士除外）
  - (E819.1) 肇事原因不明之機動車輛交通事故，傷者為機動車乘客（機車乘客除外）
  - (E819.2) 肇事原因不明之機動車輛交通事故，傷者為機車騎士
  - (E819.3) 肇事原因不明之機動車輛交通事故，傷者為機車乘客
  - (E819.4) 肇事原因不明之機動車輛交通事故，傷者為電車乘客（或駕駛員）
  - (E819.5) 肇事原因不明之機動車輛交通事故，傷者為騎乘動物者或獸力車乘客（或駕駛員）
  - (E819.6) 肇事原因不明之機動車輛交通事故，傷者為腳踏車騎士
  - (E819.7) 肇事原因不明之機動車輛交通事故，傷者為行人
  - (E819.8) 肇事原因不明之機動車輛交通事故，傷者為其他特定身份者
  - (E819.9) 肇事原因不明之機動車輛交通事故，傷者為身份不詳者

## 機動車輛之非交通事故 (E820–E825)
- (E820) 雪地機動車輛之非交通事故
  - (E820.0) 雪地機動車輛之非交通事故，傷者為機動車駕駛員（機車騎士除外）
  - (E820.1) 雪地機動車輛之非交通事故，傷者為機動車乘客（機車乘客除外）
  - (E820.2) 雪地機動車輛之非交通事故，傷者為機車騎士
  - (E820.3) 雪地機動車輛之非交通事故，傷者為機車乘客
  - (E820.4) 雪地機動車輛之非交通事故，傷者為電車乘客（或駕駛員）
  - (E820.5) 雪地機動車輛之非交通事故，傷者為騎乘動物者或獸力車乘客（或駕駛員）
  - (E820.6) 雪地機動車輛之非交通事故，傷者為腳踏車騎士
  - (E820.7) 雪地機動車輛之非交通事故，傷者為行人
  - (E820.8) 雪地機動車輛之非交通事故，傷者為其他特定身份者
  - (E820.9) 雪地機動車輛之非交通事故，傷者為身份不詳者
- (E821) 其他道路外之機動車輛非交通事故
  - (E821.0) 其他道路外之機動車輛非交通事故，傷者為機動車駕駛員（機車騎士除外）
  - (E821.1) 其他道路外之機動車輛非交通事故，傷者為機動車乘客（機車乘客除外）
  - (E821.2) 其他道路外之機動車輛非交通事故，傷者為機車騎士
  - (E821.3) 其他道路外之機動車輛非交通事故，傷者為機車乘客
  - (E821.4) 其他道路外之機動車輛非交通事故，傷者為電車乘客（或駕駛員）
  - (E821.5) 其他道路外之機動車輛非交通事故，傷者為騎乘動物者或獸力車乘客（或駕駛員）
  - (E821.6) 其他道路外之機動車輛非交通事故，傷者為腳踏車騎士
  - (E821.7) 其他道路外之機動車輛非交通事故，傷者為行人
  - (E821.8) 其他道路外之機動車輛非交通事故，傷者為其他特定身份者
  - (E821.9) 其他道路外之機動車輛非交通事故，傷者為身份不詳者
- (E822) 與移動中物體相撞之其他機動車輛非交通事故
  - (E822.0) 與移動中物體相撞之其他機動車輛非交通事故，傷者為機動車駕駛員（機車騎士除外）
  - (E822.1) 與移動中物體相撞之其他機動車輛非交通事故，傷者為機動車乘客（機車乘客除外）
  - (E822.2) 與移動中物體相撞之其他機動車輛非交通事故，傷者為機車騎士
  - (E822.3) 與移動中物體相撞之其他機動車輛非交通事故，傷者為機車乘客
  - (E822.4) 與移動中物體相撞之其他機動車輛非交通事故，傷者為電車乘客（或駕駛員）
  - (E822.5) 與移動中物體相撞之其他機動車輛非交通事故，傷者為騎乘動物者或獸力車乘客（或駕駛員）
  - (E822.6) 與移動中物體相撞之其他機動車輛非交通事故，傷者為腳踏車騎士
  - (E822.7) 與移動中物體相撞之其他機動車輛非交通事故，傷者為行人
  - (E822.8) 與移動中物體相撞之其他機動車輛非交通事故，傷者為其他特定身份者
  - (E822.9) 與移動中物體相撞之其他機動車輛非交通事故，傷者為身份不詳者
- (E823) 與靜態物體相撞之其他機動車輛非交通事故
  - (E823.0) 與靜態物體相撞之其他機動車輛非交通事故，傷者為機動車駕駛員（機車騎士除外）
  - (E823.1) 與靜態物體相撞之其他機動車輛非交通事故，傷者為機動車乘客（機車乘客除外）
  - (E823.2) 與靜態物體相撞之其他機動車輛非交通事故，傷者為機車騎士
  - (E823.3) 與靜態物體相撞之其他機動車輛非交通事故，傷者為機車乘客
  - (E823.4) 與靜態物體相撞之其他機動車輛非交通事故，傷者為電車乘客（或駕駛員）
  - (E823.5) 與靜態物體相撞之其他機動車輛非交通事故，傷者為騎乘動物者或獸力車乘客（或駕駛員）
  - (E823.6) 與靜態物體相撞之其他機動車輛非交通事故，傷者為腳踏車騎士
  - (E823.7) 與靜態物體相撞之其他機動車輛非交通事故，傷者為行人
  - (E823.8) 與靜態物體相撞之其他機動車輛非交通事故，傷者為其他特定身份者
  - (E823.9) 與靜態物體相撞之其他機動車輛非交通事故，傷者為身份不詳者
- (E824) 上下車時發生其他機動車輛之非交通事故
  - (E824.0) 上下車時發生其他機動車輛之非交通事故，傷者為機動車駕駛員（機車騎士除外）
  - (E824.1) 上下車時發生其他機動車輛之非交通事故，傷者為機動車乘客（機車乘客除外）
  - (E824.2) 上下車時發生其他機動車輛之非交通事故，傷者為機車騎士
  - (E824.3) 上下車時發生其他機動車輛之非交通事故，傷者為機車乘客
  - (E824.4) 上下車時發生其他機動車輛之非交通事故，傷者為電車乘客（或駕駛員）
  - (E824.5) 上下車時發生其他機動車輛之非交通事故，傷者為騎乘動物者或獸力車乘客（或駕駛員）
  - (E824.6) 上下車時發生其他機動車輛之非交通事故，傷者為腳踏車騎士
  - (E824.7) 上下車時發生其他機動車輛之非交通事故，傷者為行人
  - (E824.8) 上下車時發生其他機動車輛之非交通事故，傷者為其他特定身份者
  - (E824.9) 上下車時發生其他機動車輛之非交通事故，傷者為身份不詳者
- (E825) 肇因不明之其他機動車輛非交通事故
  - (E825.0) 肇因不明之其他機動車輛非交通事故，傷者為機動車駕駛員（機車騎士除外）
  - (E825.1) 肇因不明之其他機動車輛非交通事故，傷者為機動車乘客（機車乘客除外）
  - (E825.2) 肇因不明之其他機動車輛非交通事故，傷者為機車騎士
  - (E825.3) 肇因不明之其他機動車輛非交通事故，傷者為機車乘客
  - (E825.4) 肇因不明之其他機動車輛非交通事故，傷者為電車乘客（或駕駛員）
  - (E825.5) 肇因不明之其他機動車輛非交通事故，傷者為騎乘動物者或獸力車乘客（或駕駛員）
  - (E825.6) 肇因不明之其他機動車輛非交通事故，傷者為腳踏車騎士
  - (E825.7) 肇因不明之其他機動車輛非交通事故，傷者為行人
  - (E825.8) 肇因不明之其他機動車輛非交通事故，傷者為其他特定身份者
  - (E825.9) 肇因不明之其他機動車輛非交通事故，傷者為身份不詳者

## 其他道路車輛事故 (E826–E829)
- (E826) 腳踏車事故
  - (E826.0) 腳踏車事故，傷者為行人
  - (E826.1) 腳踏車事故，傷者為腳踏車騎士
  - (E826.2) 腳踏車事故，傷者為騎乘動物者
  - (E826.3) 腳踏車事故，傷者為獸力車乘客（或駕駛員）
  - (E826.4) 腳踏車事故，傷者為電車乘客（或駕駛員）
  - (E826.8) 腳踏車事故，傷者為其他特定身份者
  - (E826.9) 腳踏車事故，傷者為身份不詳者
- (E827) 動物托曳車輛事故
  - (E827.0) 動物托曳車輛事故，傷者為行人
  - (E827.2) 動物托曳車輛事故，傷者為騎乘動物者
  - (E827.3) 動物托曳車輛事故，傷者為獸力車乘客（或駕駛員）
  - (E827.4) 動物托曳車輛事故，傷者為電車乘客（或駕駛員）
  - (E827.8) 動物托曳車輛事故，傷者為其他特定身份者
  - (E827.9) 動物托曳車輛事故，傷者為身份不詳者
- (E828) 乘人之動物事故
  - (E828.0) 乘人之動物事故，傷者為行人
  - (E828.2) 乘人之動物事故，傷者為騎乘動物者
  - (E828.4) 乘人之動物事故，傷者為電車乘客（或駕駛員）
  - (E828.8) 乘人之動物事故，傷者為其他特定身份者
  - (E828.9) 乘人之動物事故，傷者為身份不詳者
- (E829) 其他道路車輛事故
  - (E829.0) 其他道路車輛事故，傷者為行人
  - (E829.4) 其他道路車輛事故，傷者為電車乘客（或駕駛員）
  - (E829.8) 其他道路車輛事故，傷者為其他特定身份者
  - (E829.9) 其他道路車輛事故，傷者為身份不詳者

## 水路運輸事故 (E830–E838)
- (E830) 導致沉船之船舶事故
  - (E830.0) 導致沉船之船舶事故，傷者為無動力小船之乘客及船員
  - (E830.1) 導致沉船之船舶事故，傷者為有動力小船之乘客及船員
  - (E830.2) 導致沉船之船舶事故，傷者為其他船舶之船員
  - (E830.3) 導致沉船之船舶事故，傷者為其他船舶之乘客
  - (E830.4) 導致沉船之船舶事故，傷者為滑水者
  - (E830.5) 導致沉船之船舶事故，傷者為游泳者
  - (E830.6) 導致沉船之船舶事故，傷者為碼頭工人
  - (E830.8) 導致沉船之船舶事故，傷者為其他特定身份者
  - (E830.9) 導致沉船之船舶事故，傷者為身份不詳者
- (E831) 導致其他傷害之船舶事故
  - (E831.0) 導致其他傷害之船舶事故，傷者為無動力小船之乘客及船員
  - (E831.1) 導致其他傷害之船舶事故，傷者為有動力小船之乘客及船員
  - (E831.2) 導致其他傷害之船舶事故，傷者為其他船舶之船員
  - (E831.3) 導致其他傷害之船舶事故，傷者為其他船舶之乘客
  - (E831.4) 導致其他傷害之船舶事故，傷者為滑水者
  - (E831.5) 導致其他傷害之船舶事故，傷者為游泳者
  - (E831.6) 導致其他傷害之船舶事故，傷者為碼頭工人
  - (E831.8) 導致其他傷害之船舶事故，傷者為其他特定身份者
  - (E831.9) 導致其他傷害之船舶事故，傷者為身份不詳者
- (E832) 水路運輸之其他意外沉船或淹溺事故
  - (E832.0) 水路運輸之其他意外沉船或淹溺事故，傷者為無動力小船之乘客及船員
  - (E832.1) 水路運輸之其他意外沉船或淹溺事故，傷者為有動力小船之乘客及船員
  - (E832.2) 水路運輸之其他意外沉船或淹溺事故，傷者為其他船舶之船員
  - (E832.3) 水路運輸之其他意外沉船或淹溺事故，傷者為其他船舶之乘客
  - (E832.4) 水路運輸之其他意外沉船或淹溺事故，傷者為滑水者
  - (E832.5) 水路運輸之其他意外沉船或淹溺事故，傷者為游泳者
  - (E832.6) 水路運輸之其他意外沉船或淹溺事故，傷者為碼頭工人
  - (E832.8) 水路運輸之其他意外沉船或淹溺事故，傷者為其他特定身份者
  - (E832.9) 水路運輸之其他意外沉船或淹溺事故，傷者為身份不詳者
- (E833) 水路運輸中從階梯或梯子上摔倒
  - (E833.0) 水路運輸中從階梯或梯子上摔倒，傷者為無動力小船之乘客及船員
  - (E833.1) 水路運輸中從階梯或梯子上摔倒，傷者為有動力小船之乘客及船員
  - (E833.2) 水路運輸中從階梯或梯子上摔倒，傷者為其他船舶之船員
  - (E833.3) 水路運輸中從階梯或梯子上摔倒，傷者為其他船舶之乘客
  - (E833.4) 水路運輸中從階梯或梯子上摔倒，傷者為滑水者
  - (E833.5) 水路運輸中從階梯或梯子上摔倒，傷者為游泳者
  - (E833.6) 水路運輸中從階梯或梯子上摔倒，傷者為碼頭工人
  - (E833.8) 水路運輸中從階梯或梯子上摔倒，傷者為其他特定身份者
  - (E833.9) 水路運輸中從階梯或梯子上摔倒，傷者為身份不詳者
- (E834) 水路運輸中由一層摔到另一層
  - (E834.0) 水路運輸中由一層摔到另一層，傷者為無動力小船之乘客及船員
  - (E834.1) 水路運輸中由一層摔到另一層，傷者為有動力小船之乘客及船員
  - (E834.2) 水路運輸中由一層摔到另一層，傷者為其他船舶之船員
  - (E834.3) 水路運輸中由一層摔到另一層，傷者為其他船舶之乘客
  - (E834.4) 水路運輸中由一層摔到另一層，傷者為滑水者
  - (E834.5) 水路運輸中由一層摔到另一層，傷者為游泳者
  - (E834.6) 水路運輸中由一層摔到另一層，傷者為碼頭工人
  - (E834.8) 水路運輸中由一層摔到另一層，傷者為其他特定身份者
  - (E834.9) 水路運輸中由一層摔到另一層，傷者為身份不詳者
- (E835) 水路運輸中之其他摔倒
  - (E835.0) 水路運輸中之其他摔倒，傷者為無動力小船之乘客及船員
  - (E835.1) 水路運輸中之其他摔倒，傷者為有動力小船之乘客及船員
  - (E835.2) 水路運輸中之其他摔倒，傷者為其他船舶之船員
  - (E835.3) 水路運輸中之其他摔倒，傷者為其他船舶之乘客
  - (E835.4) 水路運輸中之其他摔倒，傷者為滑水者
  - (E835.5) 水路運輸中之其他摔倒，傷者為游泳者
  - (E835.6) 水路運輸中之其他摔倒，傷者為碼頭工人
  - (E835.8) 水路運輸中其他之摔倒，傷者為其他特定身份者
  - (E835.9) 水路運輸中其他之摔倒，傷者為身份不詳者
- (E836) 水路運輸中之機械事故
  - (E836.0) 水路運輸中之機械事故，傷者為無動力小船之乘客及船員
  - (E836.1) 水路運輸中之機械事故，傷者為有動力小船之乘客及船員
  - (E836.2) 水路運輸中之機械事故，傷者為其他船舶之船員
  - (E836.3) 水路運輸中之機械事故，傷者為其他船舶之乘客
  - (E836.4) 水路運輸中之機械事故，傷者為滑水者
  - (E836.5) 水路運輸中之機械事故，傷者為游泳者
  - (E836.6) 水路運輸中之機械事故，傷者為碼頭工人
  - (E836.8) 水路運輸中之機械事故，傷者為其他特定身份者
  - (E836.9) 水路運輸中之機械事故，傷者為身份不詳者
- (E837) 船舶上爆炸，失火或燃燒
  - (E837.0) 船舶上爆炸，失火或燃燒，傷者為無動力小船之乘客及船員
  - (E837.1) 船舶上爆炸，失火或燃燒，傷者為有動力小船之乘客及船員
  - (E837.2) 船舶上爆炸，失火或燃燒，傷者為其他船舶之船員
  - (E837.3) 船舶上爆炸，失火或燃燒，傷者為其他船舶之乘客
  - (E837.4) 船舶上爆炸，失火或燃燒，傷者為滑水者
  - (E837.5) 船舶上爆炸，失火或燃燒，傷者為游泳者
  - (E837.6) 船舶上爆炸，失火或燃燒，傷者為碼頭工人
  - (E837.8) 船舶上爆炸，失火或燃燒，傷者為其他特定身份者
  - (E837.9) 船舶上爆炸，失火或燃燒，傷者為身份不詳者
- (E838) 其他之水路運輸事故
  - (E838.0) 其他之水路運輸事故，傷者為無動力小船之乘客及船員
  - (E838.1) 其他之水路運輸事故，傷者為有動力小船之乘客及船員
  - (E838.2) 其他之水路運輸事故，傷者為其他船舶之船員
  - (E838.3) 其他之水路運輸事故，傷者為其他船舶之乘客
  - (E838.4) 其他之水路運輸事故，傷者為滑水者
  - (E838.5) 其他之水路運輸事故，傷者為游泳者
  - (E838.6) 其他之水路運輸事故，傷者為碼頭工人
  - (E838.8) 其他之水路運輸事故，傷者為其他特定身份者
  - (E838.9) 其他之水路運輸事故，傷者為身份不詳者

## 航空及太空運輸事故 (E840–E845)
- (E840) 動力飛行器起飛或降落事故
  - (E840.0) 動力飛行器起飛或降落之事故，傷者為太空船之乘客及機員
  - (E840.1) 動力飛行器起飛或降落事故，傷者為任何軍用飛行器之乘客及機員
  - (E840.2) 動力飛行器起飛或降落事故，在地面對地面之運輸中，傷者為動力商用飛行器之機員
  - (E840.3) 動力飛行器起飛或降落事故，在地面對地面之運輸中，傷者為其他動力商用飛行器之乘客及機員
  - (E840.4) 動力飛行器起飛或降落事故，在地面對空中之運輸中，傷者為動力商用飛行器之乘客及機員
  - (E840.5) 動力飛行器起飛或降落事故，傷者為其他動力飛行器之乘客及機員
  - (E840.6) 動力飛行器起飛或降落事故，傷者為無動力飛行器之乘客及機員（跳傘員除外）
  - (E840.7) 動力飛行器起飛或降落事故，傷者為跳傘員（軍方）(其他)
  - (E840.8) 動力飛行器起飛或降落事故，傷者為航空公司地勤人員
  - (E840.9) 動力飛行器起飛或降落事故，傷者為其他人員
- (E841) 其他動力飛行器意外事故
  - (E841.0) 其他動力飛行器意外事故，傷者為太空船之乘客及機員
  - (E841.1) 其他動力飛行器意外事故，傷者為任何軍用飛行器之乘客及機員
  - (E841.2) 其他動力飛行器意外事故，在地面對地面之運輸中，傷者為動力商用飛行器之機員
  - (E841.3) 其他動力飛行器意外事故，在地面對地面之運輸中，傷者為其他動力商用飛行器之乘客及機員
  - (E841.4) 其他動力飛行器意外事故，在地面對空中之運輸中，傷者為動力商用飛行器之乘客及機員
  - (E841.5) 其他動力飛行器意外事故，傷者為其他動力飛行器之乘客及機員
  - (E841.6) 其他動力飛行器意外事故，傷者為無動力飛行器之乘客及機員（跳傘員除外）
  - (E841.7) 其他動力飛行器意外事故，傷者為跳傘員（軍方）（其他）
  - (E841.8) 其他動力飛行器意外事故，傷者為航空公司地勤人員
  - (E841.9) 其他動力飛行器意外事故，傷者為其他人員
- (E842) 無動力飛行器意外事故
  - (E842.6) 無動力飛行器意外事故，傷者為無動力飛行器之乘客及機員（跳傘員除外）
  - (E842.7) 無動力飛行器意外事故，傷者為跳傘員（軍方）（其他）
  - (E842.8) 無動力飛行器意外事故，傷者為航空公司地勤人員
  - (E842.9) 無動力飛行器意外事故，傷者為其他人員
- (E843) 乘降飛行器或由飛行器跌落
  - (E843.0) 乘降飛行器或由飛行器跌落，傷者為太空船之乘客及機員
  - (E843.1) 乘降飛行器或由飛行器跌落，傷者為任何軍用飛行器之乘客及機員
  - (E843.2) 乘降飛行器或由飛行器跌落，在地面對地面之運輸中，傷者為動力商用飛行器之機員
  - (E843.3) 乘降飛行器或由飛行器跌落，在地面對地面之運輸中，傷者為其他動力商用飛行器之乘客及機員
  - (E843.4) 乘降飛行器或由飛行器跌落，在地面對空中之運輸中，傷者為動力商用飛行器之乘客及機員
  - (E843.5) 乘降飛行器或由飛行器跌落，傷者為其他動力飛行器之乘客及機員
  - (E843.6) 乘降飛行器或由飛行器跌落，傷者為無動力飛行器之乘客及機員（跳傘員除外）
  - (E843.7) 乘降飛行器或由飛行器跌落，傷者為跳傘員（軍方）（其他）
  - (E843.8) 乘降飛行器或由飛行器跌落，傷者為航空公司地勤人員
  - (E843.9) 乘降飛行器或由飛行器跌落，傷者為其他人員
- (E844) 其他特定之空運事故
  - (E844.0) 其他特定之空運事故，傷者為太空船之乘客及機員
  - (E844.1) 其他特定之空運事故，傷者為任何軍用飛行器之乘客及機員
  - (E844.2) 其他特定之空運事故，在地面對地面之運輸中，傷者為動力商用飛行器之機員
  - (E844.3) 其他特定之空運事故，在地面對地面之運輸中，傷者為其他動力商用飛行器之乘客及機員
  - (E844.4) 其他特定之空運事故，在地面對空中之運輸中，傷者為動力商用飛行器之乘客及機員
  - (E844.5) 其他特定之空運事故，傷者為其他動力飛行器之乘客及機員
  - (E844.6) 其他特定之空運事故，傷者為無動力飛行器之乘客及機員（跳傘員除外）
  - (E844.7) 其他特定之空運事故，傷者為跳傘員（軍方）（其他）
  - (E844.8) 其他特定之空運事故，傷者為航空公司地勤人員
  - (E844.9) 其他特定之空運事故，傷者為其他人員
- (E845) 太空船意外事故
  - (E845.0) 太空船意外事故，傷者為太空船之乘客及機員
  - (E845.8) 太空船意外事故，傷者為航空公司地勤人員
  - (E845.9) 太空船意外事故，傷者為其他人員

## 車輛意外事故，NEC (E846–E848)
- (E846) 僅用於工業或商業建築物之動力車輛意外事故
- (E847) 非行進中纜車意外事故
- (E848) 其他車輛意外事故，NEC

## 肇事處 (E849)
- (E849) 肇事處
  - (E849.0) 肇事處為家裡
  - (E849.1) 肇事處為農場
  - (E849.2) 肇事處為礦場及採石場
  - (E849.3) 肇事處為施工處和其周圍
  - (E849.4) 肇事處為遊戲場所及運動場所
  - (E849.5) 肇事處為街道及公路
  - (E849.6) 肇事處為公共建築物
  - (E849.7) 肇事處為住宅
  - (E849.8) 肇事處為其他特定之場所
  - (E849.9) 肇事處不明

## 藥品藥物及生物製劑之意外中毒 (E850–E858)
- (E850) 鎮痛劑，解熱劑及抗風濕性疾病藥物之意外中毒
  - (E850.0) 海洛因之意外中毒
  - (E850.1) 麻醉性止痛劑之意外中毒
  - (E850.2) 其他鴉片及相關麻醉劑之意外中毒
  - (E850.3) 水陽酸鹽之意外中毒
  - (E850.4) 芳香族鎮痛劑之意外中毒，NEC
  - (E850.5) 唑衍生物之意外中毒
  - (E850.6) 抗風濕病藥物（消炎劑）之意外中毒
  - (E850.7) 其他非麻醉性鎮痛劑之意外中毒
  - (E850.8) 其他特定鎮痛劑，解熱劑之意外中毒
  - (E850.9) 鎮痛劑或解熱劑之意外中毒
- (E851) 巴比妥鹽所致之意外中毒
- (E852) 其他鎮靜劑及安眠藥所致之意外中毒
  - (E852.0) 水合三氯乙醛群之意外中毒
  - (E852.1) 三聚乙醛之意外中毒
  - (E852.2) 溴化合物之意外中毒
  - (E852.3) 甲奎唑酮化合物之意外中毒
  - (E852.4) 麩乙基亞胺群之意外中毒
  - (E852.5) 混合型鎮靜劑之意外中毒，NEC
  - (E852.8) 其他特定鎮靜劑及安眠藥所致之意外中毒
  - (E852.9) 鎮靜劑或安眠藥所致之意外中毒
- (E853) 安神劑所致之意外中毒
  - (E853.0) 含酚塞秦基安神劑之意外中毒
  - (E853.1) 含丁醯苯基安神劑之意外中毒
  - (E853.2) 含偶氮苯基安神劑之意外中毒
  - (E853.8) 其他特定安神劑所致之意外中毒
  - (E853.9) 安神劑所致之意外中毒
- (E854) 其他精神轉化劑之意外中毒
  - (E854.0) 抗憂鬱劑之意外中毒
  - (E854.1) 夢幻劑（幻覺劑）之意外中毒
  - (E854.2) 精神興奮劑之意外中毒
  - (E854.3) 中樞神經系統興奮劑之意外中毒
  - (E854.8) 其他精神轉化劑之意外中毒
- (E855) 作用於中樞及自主神經系統之其他藥品所致之意外中毒
  - (E855.0) 抗痙攣及抗柏金森氏症藥品之意外中毒
  - (E855.1) 其他中樞神經系統抑制劑之意外中毒
  - (E855.2) 局部麻醉劑之意外中毒
  - (E855.3) 副交感神經作用劑（膽素激導劑）之意外中毒
  - (E855.4) 副交感神經抑制劑（抗膽素激導劑及抗毒菌鹼劑）及解痙劑攣之意外中毒
  - (E855.5) 交感神經作用劑（腎上腺素激導劑）之意外中毒
  - (E855.6) 交感神經抑制劑（抗腎上腺素激導劑）之意外中毒
  - (E855.8) 作用在中樞及自主神經系統的其他特定藥品所致之意外中毒
  - (E855.9) 作用在中樞及自主神經系統的藥品所致之意外中毒
- (E856) 抗生素所致之意外中毒
- (E857) 抗感染劑所致之意外中毒
- (E858) 其他藥品所致之意外中毒
  - (E858.0) 荷爾蒙及其合成製劑之意外中毒
  - (E858.1) 主要作用於全身性藥劑之意外中毒
  - (E858.2) 主要作用於血液成分之藥劑之意外中毒
  - (E858.3) 主要作用於心臟血管系統之藥劑之意外中毒
  - (E858.4) 主要作用於胃腸系統之藥劑之意外中毒
  - (E858.5) 水、礦物質及尿酸代謝之藥品之意外中毒
  - (E858.6) 主要作用於平滑肌及骨骼肌與呼吸系統之藥劑之意外中毒
  - (E858.7) 主要作用於皮膚及黏膜，眼、耳鼻喉與牙科之藥品之意外中毒
  - (E858.8) 其他特定藥品所致之意外中毒
  - (E858.9) 不明藥品所致之意外中毒

## 其他固體及液體物質，氣體與蒸氣之意外中毒 (E860–E869)
- (E860) 酒精意外中毒，NEC
  - (E860.0) 含酒精飲料之意外中毒
  - (E860.1) 其他乙醇及其產物之意外中毒
  - (E860.2) 甲醇之意外中毒
  - (E860.3) 異丙醇之意外中毒
  - (E860.4) 雜醇油之意外中毒
  - (E860.8) 其他特定酒精意外中毒
  - (E860.9) 酒精之意外中毒
- (E861) 清潔劑及亮光劑、消毒劑，油漆類所致之意外中毒
  - (E861.0) 合成清潔劑及洗髮劑之意外中毒
  - (E861.1) 肥皂製品之意外中毒
  - (E861.2) 亮光劑之意外中毒
  - (E861.3) 其他清潔劑及亮光劑之意外中毒
  - (E861.4) 消毒劑之意外中毒
  - (E861.5) 含鉛油漆之意外中毒
  - (E861.6) 其他油漆類之意外中毒
  - (E861.9) 清潔劑及亮光劑、消毒劑，油漆類所致之意外中毒
- (E862) 石油製品，其他溶劑及其蒸氣所致之意外中毒，NEC
  - (E862.0) 石油溶劑之意外中毒
  - (E862.1) 石油燃料及清潔劑之意外中毒
  - (E862.2) 滑潤油之意外中毒
  - (E862.3) 石油固體之意外中毒
  - (E862.4) 其他特定溶劑之意外中毒
  - (E862.9) 石油製品，其他溶劑及其蒸氣所致之意外中毒
- (E863) 農業園藝用化學劑及藥物製劑所致之意外中毒，植物養料及肥料除外
  - (E863.0) 有機氮化合物殺蟲劑之意外中毒
  - (E863.1) 有機磷化合物殺蟲劑之意外中毒
  - (E863.2) 胺基碳酸鹽之意外中毒
  - (E863.3) 殺蟲劑之混合劑之意外中毒
  - (E863.4) 其他殺蟲劑之意外中毒
  - (E863.5) 除草劑之意外中毒
  - (E863.6) 殺黴菌劑之意外中毒
  - (E863.7) 殺齧齒動物劑（滅鼠劑）之意外中毒
  - (E863.8) 燻蒸劑之意外中毒
  - (E863.9) 農業園藝用化學劑及藥物製劑所致之意外中毒，植物養料及肥料除外
- (E864) 腐蝕劑所致之意外中毒，NEC
  - (E864.0) 腐蝕性芳香劑之意外中毒
  - (E864.1) 酸類之意外中毒
  - (E864.2) 腐蝕性鹼類（苛性鹼）所致之意外中毒
  - (E864.3) 其他特定腐蝕劑所致之意外中毒
  - (E864.4) 腐蝕劑所致之意外中毒
- (E865) 食品及毒性植物之意外中毒
  - (E865.0) 肉類食品之意外中毒
  - (E865.1) 貝類之意外中毒
  - (E865.2) 其他魚類之意外中毒
  - (E865.3) 漿果及種子之意外中毒
  - (E865.4) 其他特定植物之意外中毒
  - (E865.5) 菇類及其他蕈類之意外中毒
  - (E865.8) 其他特定食物之意外中毒
  - (E865.9) 食品及毒性植物之意外中毒
- (E866) 其他固體和液體物質之意外中毒
  - (E866.0) 鉛及其化合物與煙氣之意外中毒
  - (E866.1) 汞及其化合物與煙氣之意外中毒
  - (E866.2) 銻及其化合物與煙氣之意外中毒
  - (E866.3) 砷及其化合物與煙氣之意外中毒
  - (E866.4) 其他金屬及其化合物與煙氣之意外中毒
  - (E866.5) 植物養料及肥料之意外中毒
  - (E866.6) 膠劑及黏連物之意外中毒
  - (E866.7) 化妝品之意外中毒
  - (E866.8) 其他特定固體或液體物質之意外中毒
  - (E866.9) 固體或液體物質之意外中毒
- (E867) 管配瓦斯之意外中毒
- (E868) 其他可用氣體及其他一氧化碳之意外中毒
  - (E868.0) 桶裝液化石油瓦斯之意外中毒
  - (E868.1) 其他可用氣體意外中毒
  - (E868.2) 機動車廢氣之意外中毒
  - (E868.3) 其他家用燃料之不完全燃燒所生之一氧化碳意外中毒
  - (E868.8) 其他來源之一氧化碳意外中毒
  - (E868.9) 一氧化碳意外中毒
- (E869) 其他氣體及蒸氣之意外中毒
  - (E869.0) 一氧化氮（笑氣）意外中毒
  - (E869.1) 二氧化硫之意外中毒
  - (E869.2) 二氯二氟代甲烷（冷凍劑）之意外中毒
  - (E869.3) 催淚瓦斯之意外中毒
  - (E869.4) 二手煙之意外中毒
  - (E869.8) 其它特定氣體及蒸氣之意外中毒
  - (E869.9) 氣體及蒸氣之意外中毒

## 外科及內科醫療過程中導致病人事故 (E870–E876)
- (E870) 醫療時之意外切傷、穿刺傷、穿孔或出血
  - (E870.0) 外科手術時之意外切傷、穿刺傷、穿孔或出血
  - (E870.1) 輸液或輸血時之意外切傷、穿刺傷、穿孔或出血
  - (E870.2) 腎透析（析腎）或其他灌注時之意外切傷、穿刺傷、穿孔或出血
  - (E870.3) 注射或疫苗接種時之意外切傷、穿刺傷、穿孔或出血
  - (E870.4) 內視鏡檢查時之意外切傷、穿刺傷、穿孔或出血
  - (E870.5) 體液或組織抽吸、穿刺及導管插入（心導管插入除外）時，意外切傷、穿刺傷、穿孔或出血
  - (E870.6) 心導管插入時意外切傷、穿刺傷、穿孔或出血
  - (E870.7) 灌腸時意外切傷、穿刺傷、穿孔或出血
  - (E870.8) 其他特定醫療時之意外切傷、穿刺傷、穿孔或出血
  - (E870.9) 醫療時之意外切傷、穿刺傷、穿孔或出血
- (E871) 醫療程序中異物存留體內
  - (E871.0) 外科手術中異物存留體內
  - (E871.1) 輸液或輸血中異物存留體內
  - (E871.2) 腎透析（析腎）或其他灌注程序中異物存留體內
  - (E871.3) 注射或疫苗接種中異物存留體內
  - (E871.4) 內視鏡檢查中異物存留體內
  - (E871.5) 體液或組織抽吸、穿刺及導管插入（心導管插入除外）中異物存留體內
  - (E871.6) 心導管插入中存留異物存留體內
  - (E871.7) 導管或包紮敷料之去除中異物存留體內
  - (E871.8) 其他特定醫療程序中異物存留體內
  - (E871.9) 醫療程序中異物存留體內
- (E872) 醫療程序中無菌預防措施失當
  - (E872.0) 外科手術中無菌預防措施失當
  - (E872.1) 輸液或輸血中無菌預防措施失當
  - (E872.2) 腎透析（析腎）或其他灌注程序中無菌預防措施失當
  - (E872.3) 注射或疫苗接種中無菌預防措施失當
  - (E872.4) 內視鏡檢查中無菌預防措施失當
  - (E872.5) 體液或組織抽吸、穿刺及導管插入（心導管插入除外）中無菌預防措施失當
  - (E872.6) 心導管插入中無菌預防措施失當
  - (E872.8) 其他特定醫療程序中無菌預防措施失當
  - (E872.9) 醫療程序中無菌預防措施失當
- (E873) 劑量失當
  - (E873.0) 輸血過量或其他輸液過量
  - (E873.1) 輸液中液體不正確之稀釋
  - (E873.2) 放射線治療過量
  - (E873.3) 醫療中不小心使病人曝露於放射線
  - (E873.4) 電擊休克或胰島素休克治療時劑量失當
  - (E873.5) 局部塗藥及包紮時溫度不當（太熱或太冷）
  - (E873.6) 未給必須之藥品或藥物
  - (E873.8) 其他特定劑量失當
  - (E873.9) 劑量失當
- (E874) 醫療程序中儀器或用具機械故障
  - (E874.0) 外科手術中儀器或用具機械故障
  - (E874.1) 輸液或輸血中儀器或用具機械故障
  - (E874.2) 腎透析（析腎）或其他灌注中儀器或用具機械故障
  - (E874.3) 內視鏡檢中儀器或用具機械故障
  - (E874.4) 體液或組織抽吸、穿刺及導管插入（心導管插入除外）中儀器或用具機械故障
  - (E874.5) 心導管插入中儀器或用具機械故障
  - (E874.8) 其他特定醫療程序中儀器或用具機械故障
  - (E874.9) 醫療程序中儀器或用具機械故障
- (E875) 被污染或傳染之血，其他液體，藥品或生物製劑
  - (E875.0) 輸入或注入污染物質
  - (E875.1) 注射污染物質或用於疫苗接種
  - (E875.2) 經由其他方式給與污染藥品或生物製劑
  - (E875.8) 其他被污染或傳染之血，其他液體、藥品或生物製劑
  - (E875.9) 被污染或傳染之血，其他液體、藥品或生物製劑
- (E876) 醫療中其他事故
  - (E876.0) 血液配合錯誤之輸血
  - (E876.1) 錯誤之輸液
  - (E876.2) 外科手術中縫合及結紮失當
  - (E876.3) 麻醉程序中氣管內管錯置
  - (E876.4) 其他管子或儀器之放置或移除失當
  - (E876.5) 不適當手術之施行
  - (E876.8) 醫療中其他特定之意外事件
  - (E876.9) 醫療中之事故

## 引起病人異常反應或後期併發症之外科及內科處置，未提及醫療過程之意外事件 (E878–E879)
- (E878) 引起病人異常反應或後期併發症之外科手術及其他外科醫療程序，未提及手術過程中之意外事件
  - (E878.0) 伴有全器官移植之外科手術後，引起病人異常反應或後期併發症
  - (E878.1) 伴有人工體內裝置物植入之外科手術後，引起病人異常反應或後期併發症
  - (E878.2) 伴有吻合、分流或自然或人工組織移植片植入之外科手術後，引起病人異常反應或後期併發症
  - (E878.3) 伴有體外造口之外科手術後，引起病人異常反應或後期併發症
  - (E878.4) 其他恢復健康之手術後，引起病人異常反應或後期併發症
  - (E878.5) 截肢術後引起病人異常反應或後期併發症
  - (E878.6) 其他器官（部份或全部）之移除術後，引起病人異常反應或後期併發症
  - (E878.8) 其他特定之外科手術及醫療程序後，引起病人異常反應或後期併發症
  - (E878.9) 引起病人異常反應或後期併發症之外科手術及醫療程序
- (E879) 引起病人異常反應或後期併發症之其他程序，未提及醫療程序中意外事件
  - (E879.0) 心導管插入術所致之病人異常反應或後期併發症
  - (E879.1) 腎透析（析腎）所致之病人異常反應或後期併發症
  - (E879.2) 放射線檢查及放射線治療所致之病人異常反應或後期併發症
  - (E879.3) 休克治療法所致之病人異常反應或後期併發症
  - (E879.4) 液體抽吸術所致之病人異常反應或後期併發症
  - (E879.5) 放置胃或十二指腸插管所致之病人異常反應或後期併發症
  - (E879.6) 導尿管插入術所致之病人異常反應或後期併發症
  - (E879.7) 取血樣所致之病人異常反應或後期併發症
  - (E879.8) 其他特定之程序所致之病人異常反應或後期併發症
  - (E879.9) 醫療程序中意外事件之程序所致之病人異常反應或後期併發症

## 意外墜落 (E880–E888)
- (E880) 由樓梯或階梯上跌落或跌倒
  - (E880.0) 由自動梯上跌落或跌倒
  - (E880.1) 由人行道路緣跌落或跌倒
  - (E880.9) 由其他樓梯或階梯跌落或跌倒
- (E881) 由梯子或鷹架上跌落或跌倒
  - (E881.0) 由梯子上跌落
  - (E881.1) 由鷹架上跌落
- (E882) 由房屋或其他建築物上跌落
- (E883) 跌入洞穴或其他地面開口處
  - (E883.0) 因潛水或跳入水中（游泳池）之事故
  - (E883.1) 意外跌入井中
  - (E883.2) 意外跌入排水溝或潛孔中
  - (E883.9) 跌入其他洞穴或其他地面開口處
- (E884) 其他由某一高度跌至另一高度
  - (E884.0) 由運動場之設備上跌落
  - (E884.1) 由懸崖跌落
  - (E884.2) 由椅子上跌落
  - (E884.3) 由輪椅上跌落
  - (E884.4) 由床上跌落
  - (E884.5) 由其他傢俱上跌落
  - (E884.6) 由馬桶上跌落
  - (E884.9) 其他由某一高度跌至另一高度
- (E885) 於同一水平面上滑倒、摔倒或絆倒
  - (E885.1) 由滾輪溜冰鞋上跌倒
  - (E885.2) 由滑板上跌倒
  - (E885.3) 由滑雪屐上跌倒
  - (E885.4) 由滑雪板上跌倒
  - (E885.9) 其他滑倒、摔倒或絆倒
- (E886) 被他人或與他人撞、推或擠於同一平面上摔倒
  - (E886.0) 在運動中被他人或與他人撞、推或擠於同一平面上摔倒
  - (E886.9) 其他被他人或與他人撞、推或擠於同一平面上摔倒者
- (E887) 原因不明之骨折
- (E888) 其他之跌落

## 火及火焰所致之意外事故 (E890–E899)
- (E890) 私宅火災
  - (E890.0) 私宅火災所致之爆炸傷
  - (E890.1) 私宅火災中燃燒PVC及其類似物產生之臭煙所致意外事故
  - (E890.2) 私宅火災產生之其他煙霧及臭煙所致意外事故
  - (E890.3) 私宅火災所致之灼傷
  - (E890.8) 私宅火災所致之其他意外事故
  - (E890.9) 私宅火災所致之意外事故
- (E891) 其他房屋或建築物之火災
  - (E891.0) 其他房屋或建築物之火災所致之爆炸傷
  - (E891.1) 其他房屋或建築物之火災中燃燒PVC及其他類似物產生之臭煙所致之意外事故
  - (E891.2) 其他房屋或建築物之其他火災產生之煙霧及臭煙所致之意外事故
  - (E891.3) 其他房屋或建築物火災所致之灼傷
  - (E891.8) 其他房屋或建築物火災所致之其他意外事故
  - (E891.9) 其他房屋或建築物火災所致之意外事故
- (E892) 房屋或建築物外之火災
- (E893) 衣物起火所致之意外事故
  - (E893.0) 衣物起火所致之意外事故，已控制之私宅火災
  - (E893.1) 衣物起火所致之意外事故，已控制之其他房屋或建築物火災
  - (E893.2) 衣物起火所致之意外事故，已控制之房屋或建築物外之火災
  - (E893.8) 衣物起火所致之意外事故，其他特定來源
  - (E893.9) 衣物起火所致之意外事故
- (E894) 高度易燃物起火所致之意外事故
- (E895) 已控制之私宅火災所致之意外事故
- (E896) 已控制之其他房屋或建築物火災所致之意外事故
- (E897) 已控制之房屋或建築物外火災所致之意外事故
- (E898) 其他特定之火及火焰所致之意外事故
  - (E898.0) 被褥燃燒所致之意外事故
  - (E898.1) 其他特定之火及火焰所致之意外事故
- (E899) 火災所致之意外事故

## 自然及環境因素所致之意外事故 (E900–E909)
- (E900) 過熱
  - (E900.0) 氣候過熱所致之意外事故
  - (E900.1) 人為因素過熱所致之意外事故
  - (E900.9) 過熱所致之意外事故
- (E901) 過冷
  - (E901.0) 氣候過冷所致之意外事故
  - (E901.1) 人為因素過冷所致之意外事故
  - (E901.8) 其他特定因素過冷狀況所致之意外事故
  - (E901.9) 過冷所致之意外事故
- (E902) 高氣壓及低氣壓與氣壓之變化
  - (E902.0) 居住或長期停留高地氣壓變化所致之意外事故
  - (E902.1) 在飛行器內氣壓變化所致之意外事故
  - (E902.2) 潛水氣壓變化所致之意外事故
  - (E902.8) 其他特定氣壓變化所致之意外事故
  - (E902.9) 氣壓變化所致之意外事故
- (E903) 旅行及運動所致之意外事故
- (E904) 飢餓、乾渴、暴露、疏忽
  - (E904.0) 嬰兒及無助之人被遺棄或疏忽
  - (E904.1) 食物欠缺
  - (E904.2) 水份欠缺
  - (E904.3) 暴露於某氣候情況下，NEC
  - (E904.9) 匱乏
- (E905) 有毒動植物所致之中毒及毒性反應
  - (E905.0) 毒蛇及毒蜥蜴所致之中毒及毒性反應
  - (E905.1) 毒蜘蛛所致之中毒及毒性反應
  - (E905.2) 蠍所致之中毒及毒性反應
  - (E905.3) 大黃蜂、黃蜂及蜜蜂所致之中毒及毒性反應
  - (E905.4) 蜈蚣及馬陸（屬熱帶地方者）所致之中毒及毒性反應
  - (E905.5) 其他有毒節肢動物所致之中毒及毒性反應
  - (E905.6) 有毒海中動植物所致之中毒及毒性反應
  - (E905.7) 其他植物所致之中毒及毒性反應
  - (E905.8) 其他特定有毒動植物所致之中毒及毒性反應
  - (E905.9) 有毒動植物所致之中毒及毒性反應
- (E906) 動物所致之其他傷害
  - (E906.0) 狗咬傷
  - (E906.1) 鼠咬傷
  - (E906.2) 無毒蛇及蜥蜴咬傷
  - (E906.3) 非節肢動物之其他動物咬傷
  - (E906.4) 無毒節肢動物咬傷
  - (E906.5) 動物咬傷
  - (E906.8) 動物所致之其他特定傷害
  - (E906.9) 動物所致之傷害
- (E907) 閃電
- (E908) 大暴風雨及暴風雨引起的洪水
  - (E908.0) 颶風
  - (E908.1) 龍捲風
  - (E908.2) 洪水
  - (E908.3) 大風雪
  - (E908.4) 砂塵暴
  - (E908.8) 其他大暴風雨
  - (E908.9) 大暴風雨，及暴風雨引起的洪水
- (E909) 地殼變動及火山爆發
  - (E909.0) 地震
  - (E909.1) 火山爆發
  - (E909.2) 雪崩, 山崩, 或塌方
  - (E909.3) 水壩或人造的建築物倒塌
  - (E909.4) 地震引起的海嘯
  - (E909.8) 其他地殼變動及火山爆發
  - (E909.9) 地殼變動及火山爆發

## 溺水、窒息及異物所致之意外事故 (E910–E915)
- (E910) 意外淹死及溺水
  - (E910.0) 滑雪時意外淹死及溺水
  - (E910.1) 有潛水裝備從事其他運動或娛樂活動時意外淹死及溺水
  - (E910.2) 無潛水裝備從事其他運動或娛樂活動時意外淹死及溺水
  - (E910.3) 非娛樂或運動為目的之游泳或潛水時，意外淹死及溺水
  - (E910.4) 澡盆內意外淹死及溺水
  - (E910.8) 其他意外淹死及溺水
  - (E910.9) 意外淹死及溺水
- (E911) 吸入或吞嚥食物所致之呼吸道阻塞或窒息
- (E912) 吸入或吞嚥其他物體所致之呼吸道阻塞或窒息
- (E913) 機械性窒息之意外事故
  - (E913.0) 床上或搖籃內窒息之意外事故
  - (E913.1) 塑膠袋所致之窒息意外事故
  - (E913.2) 空氣欠缺所致（於密閉處）之窒息意外事故
  - (E913.3) 泥土或其他物質落下所致之窒息
  - (E913.8) 其他特定機械性窒息意外事故
  - (E913.9) 機械性窒息意外事故
- (E914) 異物意外進入眼內及其附屬器官
- (E915) 異物意外進入其他孔道內

## 其他意外事故 (E916–E928)
- (E916) 被落物意外擊中
- (E917) 被物體或人意外撞擊或擊中
  - (E917.0) 運動時被物體或人意外撞擊或擊中
  - (E917.1) 群眾恐懼或驚慌時被物體或人意外撞擊或擊中
  - (E917.2) 在流水中被物體或人意外撞擊或擊中
  - (E917.9) 其他被物體或人意外撞擊或擊中
- (E918) 意外絆入或夾入物體中
- (E919) 機械所致之意外事故
  - (E919.0) 農業機械所致之意外事故
  - (E919.1) 礦業機械及鑽土機所致之意外事故
  - (E919.2) 昇降機及其工具所致之意外事故
  - (E919.3) 金屬品製造機器所致之意外事故
  - (E919.4) 木器製造及成型機所致之意外事故
  - (E919.5) 原動機所致之意外事故，發動機除外
  - (E919.6) 傳達機所致之意外事故
  - (E919.7) 動土機、挖掘機及其他挖掘機所致之意外事故
  - (E919.8) 其他特定機械所致之意外事故
  - (E919.9) 機械所致之意外事故
- (E920) 切穿工具或物體所致之意外事故
  - (E920.0) 動力除草機所致之意外事故
  - (E920.1) 其他動力手工具所致之意外事故
  - (E920.2) 動力家用工具及器具所致之意外事故
  - (E920.3) 刀、劍及匕首所致之意外事故
  - (E920.4) 其他手工具及器具所致之意外事故
  - (E920.5) 皮下注射針所致之意外事故
  - (E920.8) 其他特定切穿工具或物體所致之意外事故
  - (E920.9) 切穿工具或物體所致之意外事故
- (E921) 壓力容器爆炸所致之意外事故
  - (E921.0) 鍋爐爆炸所致之意外事故
  - (E921.1) 汽缸爆炸所致之意外事故
  - (E921.8) 其他特定壓力容器爆炸所致之意外事故
  - (E921.9) 壓力容器爆炸所致之意外事故
- (E922) 槍炮、彈片所致之意外事故
  - (E922.0) 手槍所致之意外事故
  - (E922.1) 散彈槍所致之意外事故
  - (E922.2) 獵用來福槍所致之意外事故
  - (E922.3) 軍用槍炮所致之意外事故
  - (E922.4) 壓縮空氣槍所致之意外事故
  - (E922.8) 其他特定槍炮、彈片所致之意外事故
  - (E922.9) 槍炮、彈片所致之意外事故
- (E923) 爆炸物所致之意外事故
  - (E923.0) 煙火所致之意外事故
  - (E923.1) 爆炸物所致之意外事故
  - (E923.2) 爆炸性氣體所致之意外事故
  - (E923.8) 其他爆炸物所致之意外事故
  - (E923.9) 爆炸物所致之意外事故
- (E924) 高熱物，腐蝕物及蒸氣所致之意外事故
  - (E924.0) 高熱液體及蒸氣(包括水蒸氣)所致之意外事故
  - (E924.1) 腐蝕物所致之意外事故
  - (E924.2) 水龍頭熱水(沸騰)所致之意外事故
  - (E924.8) 其他高熱物，腐蝕物及蒸氣，所致之意外事故
  - (E924.9) 高熱物，腐蝕物及蒸氣所致之意外事故
- (E925) 電流所致之意外事故
  - (E925.0) 家庭用金屬線及器具所致之意外事故
  - (E925.1) 電力發電廠、配電站、輸電線所致之意外事故
  - (E925.2) 工業用金屬線，器具及電機所致之意外事故
  - (E925.8) 其他電流所致之意外事故
  - (E925.9) 電流所致之意外事故
- (E926) 暴露於放射線
  - (E926.0) 暴露於射頻放射線
  - (E926.1) 暴露於紅外線熱器及紅外線燈
  - (E926.2) 暴露於可見光源及紫外線
  - (E926.3) 暴露於X射線及其他電磁離子性放射線
  - (E926.4) 暴露於雷射
  - (E926.5) 暴露於放射性同位素
  - (E926.8) 暴露於其他特定放射線
  - (E926.9) 暴露於放射線
- (E927) 過度運動及費力運動
- (E928) 其他環境及意外因素
  - (E928.0) 長期處於無重力環境
  - (E928.1) 暴露於噪音
  - (E928.2) 處於震動環境
  - (E928.3) 人咬傷
  - (E928.8) 其他環境及意外因素
  - (E928.9) 環境及意外因素

## 意外傷害之後期影響 (E929)
- (E929) 意外傷害之後期影響
  - (E929.0) 機動車意外事故之後期影響
  - (E929.1) 其他運輸事故之後期影響
  - (E929.2) 意外中毒之後期影響
  - (E929.3) 意外跌倒之後期影響
  - (E929.4) 火災所致之意外事故之後期影響
  - (E929.5) 自然及環境因素所致意外事故之後期影響
  - (E929.8) 其他意外事故之後期影響
  - (E929.9) 意外事故之後期影響

## 治療用之藥品，藥物及生物製劑所致之不良影響 (E930–E949)
- (E930) 抗生素所致之不良影響
  - (E930.0) 青黴素（盤尼西林）所致之不良影響
  - (E930.1) 抗黴菌藥所致之不良影響
  - (E930.2) 氯黴素群所致之不良影響
  - (E930.3) 紅黴素及其他巨環類黴素所致之不良影響
  - (E930.4) 四環黴素類所致之不良影響
  - (E930.5) 頭孢子菌素類所致之不良影響
  - (E930.6) 抗分枝桿菌抗生素所致之不良影響
  - (E930.7) 抗腫瘤抗生素所致之不良影響
  - (E930.8) 其他特定抗生素所致之不良影響
  - (E930.9) 抗生素所致之不良影響
- (E931) 其他抗感染劑所致之不良影響
  - (E931.0) 磺胺藥物所致之不良影響
  - (E931.1) 含砷抗感染劑所致之不良影響
  - (E931.2) 重金屬抗感染劑所致之不良影響
  - (E931.3) 奎寧及氫氧基奎寧衍生物所致之不良影響
  - (E931.4) 抗瘧疾藥及其他作用於原蟲之藥品所致之不良影響
  - (E931.5) 其他抗原蟲藥所致之不良影響
  - (E931.6) 驅蟲劑所致之不良影響
  - (E931.7) 抗病毒藥所致之不良影響
  - (E931.8) 其他抗分枝桿菌藥劑所致之不良影響
  - (E931.9) 其他之抗感染劑所致之不良影響
- (E932) 賀爾蒙及合成製劑所致之不良影響
  - (E932.0) 腎上腺皮質類固醇類所致之不良影響
  - (E932.1) 雄激素及同化性賀爾蒙所致之不良影響
  - (E932.2) 卵巢賀爾蒙及合成製劑所致之不良影響
  - (E932.3) 胰島素及抗糖尿病製劑所致之不良影響
  - (E932.4) 腦下垂體前葉賀爾蒙所致之不良影響
  - (E932.5) 腦下垂體後葉賀爾蒙所致之不良影響
  - (E932.6) 副甲狀腺及其衍生物所致之不良影響
  - (E932.7) 甲狀腺及其衍生物所致之不良影響
  - (E932.8) 抗甲狀腺製劑所致之不良影響
  - (E932.9) 其他之賀爾蒙及合成製劑所致之不良影響
- (E933) 全身性藥劑所致之不良影響
  - (E933.0) 抗過敏及止吐劑所致之不良影響
  - (E933.1) 抗腫瘤及免疫抑制劑所致之不良影響
  - (E933.2) 酸化劑所致之不良影響
  - (E933.3) 鹼化劑所致之不良影響
  - (E933.4) 酵素所致之不良影響，NEC
  - (E933.5) 維他命所致之不良影響，NEC
  - (E933.8) 其他全身性藥劑所致之不良影響，NEC
  - (E933.9) 全身性藥劑所致之不良影響
- (E934) 主要作用於血液成份之藥劑所致之不良影響
  - (E934.0) 鐵劑及相關製劑所致之不良影響
  - (E934.1) 肝臟製劑及其他抗貧血劑所致之不良影響
  - (E934.2) 抗凝血劑所致之不良影響
  - (E934.3) 維他命K(茶葉)所致之不良影響
  - (E934.4) 影響纖維素分解藥品所致之不良影響
  - (E934.5) 抗凝血藥之拮抗劑及其他凝血劑所致之不良影響
  - (E934.6) 丙型球蛋白所致之不良影響
  - (E934.7) 血液及血液製劑所致之不良影響
  - (E934.8) 其他作用於血液成份之藥劑所致之不良影響
  - (E934.9) 作用於血液成份之藥劑所致之不良影響
- (E935) 鎮痛劑、解熱劑及抗風濕性疾病藥物所致之不良影響
  - (E935.0) 海洛因所致之不良影響
  - (E935.1) 麻醉性止痛劑所致之不良影響
  - (E935.2) 其他鴉片劑及相關麻醉劑所致之不良影響
  - (E935.3) 水楊酸鹽所致之不良影響
  - (E935.4) 芳香族鎮痛劑所致之不良影響，NEC
  - (E935.5) 唑衍生物所致之不良影響
  - (E935.6) 抗風濕病藥物(消炎劑)所致之不良影響
  - (E935.7) 其他非麻醉性鎮痛劑所致之不良影響
  - (E935.8) 其他特定之鎮痛劑、解熱劑及抗風濕性疾病藥物所致之不良影響
  - (E935.9) 鎮痛劑、解熱劑及抗風濕性疾病藥物所致之不良影響
- (E936) 抗痙攣藥物及抗柏金森病藥品所致之不良影響
  - (E936.0) 噁唑烷衍生物所致之不良影響
  - (E936.1) 乙內醯衍生物所致之不良影響
  - (E936.2) 琥珀醯亞胺所致之不良影響
  - (E936.3) 其他抗痙攣藥物所致之不良影響
  - (E936.4) 抗柏金森病藥物所致之不良影響
- (E937) 鎮靜劑及安眠藥所致之不良影響
  - (E937.0) 巴比妥鹽所致之不良影響
  - (E937.1) 水合三氯乙醛群所致之不良影響
  - (E937.2) 三聚乙醛所致之不良影響
  - (E937.3) 溴化合物所致之不良影響
  - (E937.4) 甲奎唑酮化合物所致之不良影響
  - (E937.5) 麩乙基亞胺群所致之不良影響
  - (E937.6) 混合型鎮靜劑所致之不良影響，NEC
  - (E937.8) 其他鎮靜劑及安眠藥所致之不良影響
  - (E937.9) 鎮靜劑及安眠藥所致之不良影響
- (E938) 其他中樞神經抑制劑及麻醉劑所致之不良影響
  - (E938.0) 中樞神經系統肌肉張力抑制劑所致之不良影響
  - (E938.1) 哈樂森（溴氯三氟以烷）所致之不良影響
  - (E938.2) 其他氣體麻醉劑所致之不良影響
  - (E938.3) 靜脈注射麻醉劑所致之不良影響
  - (E938.4) 其他及全身性麻醉劑所致之不良影響
  - (E938.5) 表面及浸潤性麻醉劑所致之不良影響
  - (E938.6) 末梢神經及神經叢阻斷麻醉劑所致之不良影響
  - (E938.7) 脊髓麻醉劑（半身麻醉）所致之不良影響
  - (E938.9) 其他局部麻醉劑所致之不良影響
- (E939) 精神安定劑所致之不良影響
  - (E939.0) 抗抑鬱劑所致之不良影響
  - (E939.1) 含酚塞秦基安神劑所致之不良影響
  - (E939.2) 含丁醯苯基安神劑所致之不良影響
  - (E939.3) 其他抗精神劑、神經遲緩劑及重安神劑所致之不良影響
  - (E939.4) 含偶氮苯基安神劑所致之不良影響
  - (E939.5) 其他安神劑所致之不良影響
  - (E939.6) 夢幻劑（幻覺劑）所致之不良影響
  - (E939.7) 精神興奮劑所致之不良影響
  - (E939.8) 其他精神安定劑所致之不良影響
  - (E939.9) 精神安定劑所致之不良影響
- (E940) 中樞神經系統興奮劑所致之不良影響
  - (E940.0) 回蘇劑所致之不良影響
  - (E940.1) 鴉片拮抗劑所致之不良影響
  - (E940.8) 其他特定之中樞神經系統興奮劑所致之不良影響
  - (E940.9) 中樞神經系統興奮劑所致之不良影響
- (E941) 主要作用於自主神經系統之藥品所致之不良影響
  - (E941.0) 副交感神經作用劑（膽素激導劑）所致之不良影響
  - (E941.1) 副交感神經抑制劑（抗膽素激導劑及抗毒菌鹼劑）及解痙劑所致之不良影響
  - (E941.2) 交感神經作用劑（腎上腺素激導劑）所致之不良影響
  - (E941.3) 交感神經抑制劑（抗腎上腺素激導劑）所致之不良影響
  - (E941.9) 主要作用於自主神經系統之藥品所致之不良影響
- (E942) 主要作用於心臟血管系統之藥劑所致之不良影響
  - (E942.0) 心律調節劑所致之不良影響
  - (E942.1) 強心劑及相似藥品所致之不良影響
  - (E942.2) 降血脂劑及抗動脈硬化劑所致之不良影響
  - (E942.3) 神經節阻斷劑所致之不良影響
  - (E942.4) 冠狀血管擴張劑所致之不良影響
  - (E942.5) 其他血管擴張劑所致之不良影響
  - (E942.6) 其他抗高血壓藥物所致之不良影響
  - (E942.7) 抗靜脈曲張劑，包括硬化劑所致之不良影響
  - (E942.8) 微血管致活劑所致之不良影響
  - (E942.9) 主要作用於心臟血管系統之其他藥物所致之不良影響
- (E943) 主要影響胃腸系統之治療用藥劑所致之不良影響
  - (E943.0) 治療用抗酸劑及抗胃分泌藥劑所致之不良影響
  - (E943.1) 治療用刺激性瀉劑所致之不良影響
  - (E943.2) 治療用潤滑性瀉劑所致之不良影響
  - (E943.3) 其他治療用瀉劑，包括腸弛緩劑，所致之不良影響
  - (E943.4) 治療用消化劑所致之不良影響
  - (E943.5) 治療用止瀉劑所致之不良影響
  - (E943.6) 治療用催吐劑所致之不良影響
  - (E943.8) 主要影響胃腸系統之其他治療用藥劑所致之不良影響
  - (E943.9) 主要影響胃腸系統之治療用藥劑所致之不良影響
- (E944) 治療用水，礦物質及尿酸代謝劑所致之不良影響
  - (E944.0) 治療用汞利尿劑所致之不良影響
  - (E944.1) 治療用嘌呤類衍生物利尿劑所致之不良影響
  - (E944.2) 治療用去水碳酸抑制劑所致之不良影響
  - (E944.3) 治療用利鹽尿劑所致之不良影響
  - (E944.4) 其他治療用利尿劑所致之不良影響
  - (E944.5) 治療用電解質、卡路里及水之平衡劑所致之不良影響
  - (E944.6) 其他治療用礦鹽所致之不良影響，NEC
  - (E944.7) 治療用尿酸代謝劑所致之不良影響
- (E945) 主要作用於平滑肌、骨骼肌及呼吸系統之治療用藥劑所致之不良影響
  - (E945.0) 治療用催生劑所致之不良影響
  - (E945.1) 治療用平滑肌鬆弛劑所致之不良影響
  - (E945.2) 治療用骨骼肌鬆弛劑所致之不良影響
  - (E945.3) 其他作用於肌肉之治療用藥劑所致之不良影響
  - (E945.4) 治療用鎮咳劑所致之不良影響
  - (E945.5) 治療用袪痰劑所致之不良影響
  - (E945.6) 治療用抗感冒劑所致之不良影響
  - (E945.7) 治療用抗氣喘劑所致之不良影響
  - (E945.8) 其他呼吸道治療用藥劑所致之不良影響
- (E946) 主要作用於皮膚、粘膜、眼、耳鼻喉及牙之治療用藥劑所致之不良影響
  - (E946.0) 治療用局部抗感染劑及消炎劑所致之不良影響
  - (E946.1) 治療用止癢劑所致之不良影響
  - (E946.2) 治療用局部收斂劑及局部清潔劑所致之不良影響
  - (E946.3) 治療用潤滑劑、緩和劑及保護劑所致之不良影響
  - (E946.4) 治療用去角質劑、角質增生劑、其他毛髮治劑及其製劑所致之不良影響
  - (E946.5) 治療用眼抗感染劑及其他之眼用藥，所致之不良影響
  - (E946.6) 治療用耳鼻喉用之抗感染劑與其他藥品及製劑所致之不良影響
  - (E946.7) 治療用牙用塗敷藥劑所致之不良影響
  - (E946.8) 主要作用於皮膚及粘膜之其他治療用藥劑所致之不良影響
  - (E946.9) 作用於皮膚及粘膜之治療用藥劑所致之不良影響
- (E947) 其他治療用藥品與藥物所致之不良影響
  - (E947.0) 治療用營養製劑所致之不良影響
  - (E947.1) 治療用親脂性藥品所致之不良影響
  - (E947.2) 治療用解毒劑及螫合劑所致之不良影響，NEC
  - (E947.3) 治療用戒酒劑(酒精厭惡劑)所致之不良影響
  - (E947.4) 治療用藥用賦形劑所致之不良影響
  - (E947.8) 其他治療用藥品及藥物所致之不良影響
  - (E947.9) 治療用藥品及藥物所致之不良影響
- (E948) 治療用細菌性疫苗所致之不良影響
  - (E948.0) 治療用卡介苗所致之不良影響
  - (E948.1) 治療用傷寒及副傷寒疫苗所致之不良影響
  - (E948.2) 治療用霍亂疫苗所致之不良影響
  - (E948.3) 治療用鼠疫疫苗所致之不良影響
  - (E948.4) 治療用破傷風疫苗所致之不良影響
  - (E948.5) 治療用白喉疫苗所致之不良影響
  - (E948.6) 治療用百日咳疫苗，包含百日咳之混合疫苗所致之不良影響
  - (E948.8) 其他治療用細菌性疫苗所致之不良影響
  - (E948.9) 治療用混合細菌性疫苗，百日咳混合疫苗除外，所致之不良影響
- (E949) 其他疫苗及生物物質所致之不良影響
  - (E949.0) 治療用天花疫苗所致之不良影響
  - (E949.1) 治療用狂犬病疫苗所致之不良影響
  - (E949.2) 治療用斑疹傷寒疫苗所致之不良影響
  - (E949.3) 治療用黃熱病疫苗所致之不良影響
  - (E949.4) 治療用麻疹疫苗所致之不良影響
  - (E949.5) 治療用脊髓灰白質疫苗（小兒麻痺疫苗）所致之不良影響
  - (E949.6) 其他治療用病毒及立克次體疫苗所致之不良影響
  - (E949.7) 治療用病毒、立克次體之混合疫苗及細菌性疫苗，百日咳混合疫苗除外，所致之不良影響
  - (E949.9) 其他治療用疫苗及生物物質所致之不良影響

## 自殺及自傷 (E950–E959)
- (E950) 以固體或液體物質自殺及自我毒害
  - (E950.0) 以鎮痛劑、解熱劑及抗風濕病劑自殺及自我毒害
  - (E950.1) 以巴比妥鹽自殺及自我毒害
  - (E950.2) 以其他鎮靜劑及催眠劑自殺及自我毒害
  - (E950.3) 以安神劑及其他精神轉化劑自殺及自我毒害
  - (E950.4) 以其他藥品及藥物自殺及自我毒害
  - (E950.5) 以藥品及藥物自殺及自我毒害
  - (E950.6) 以農業園藝用之化學及藥學製劑自殺及自我毒害，植物養料及肥料除外
  - (E950.7) 以腐蝕性物質自殺及自我毒害
  - (E950.8) 以砷及其化合物自殺及自我毒害
  - (E950.9) 以其他固體及液體物質自殺及自我毒害
- (E951) 以家用瓦斯自殺及自我毒害
  - (E951.0) 以管配瓦斯自殺及自我毒害
  - (E951.1) 以桶裝液化石油瓦斯自殺及自我毒害
  - (E951.8) 以其他可用瓦斯自殺及自我毒害
- (E952) 以其他氣體及蒸氣自殺及自我毒害
  - (E952.0) 以機動車廢氣自殺及自我毒害
  - (E952.1) 以其他一氧化碳自殺及自我毒害
  - (E952.8) 以其他氣體及蒸氣自殺及自我毒害
  - (E952.9) 以氣體及蒸氣自殺及自我毒害
- (E953) 以吊死、勒死及窒息方式自殺及自傷
  - (E953.0) 以吊死方式自殺及自傷
  - (E953.1) 以塑膠袋窒息方式自殺及自傷
  - (E953.8) 以其他吊死、勒死及窒息方式之自殺及自傷
  - (E953.9) 以吊死、勒死及窒息方式自殺及自傷
- (E954) 以溺水（淹死）自殺及自傷
- (E955) 以槍炮、氣槍及爆炸物自殺及自傷
  - (E955.0) 以手槍自殺及自傷
  - (E955.1) 以散彈槍自殺及自傷
  - (E955.2) 以獵用來福槍自殺及自傷
  - (E955.3) 以軍用槍砲自殺及自傷
  - (E955.4) 以其他之槍砲自殺及自傷
  - (E955.5) 以爆炸物自殺及自傷
  - (E955.6) 以氣槍自殺及自傷
  - (E955.9) 以槍炮、氣槍及爆炸物自殺及自傷
- (E956) 以切穿工具自殺及自傷
- (E957) 由高處跳下自殺及自傷
  - (E957.0) 由住宅跳下自殺及自傷
  - (E957.1) 由其他人造建築物跳下自殺及自傷
  - (E957.2) 由天然高處跳下自殺及自傷
  - (E957.9) 由高處跳下自殺及自傷
- (E958) 以其他之方式自殺及自傷
  - (E958.0) 跳入或躺於移動物體之前自殺及自傷
  - (E958.1) 以灼傷、火災之方式自殺及自傷
  - (E958.2) 以燙傷之方式自殺及自傷
  - (E958.3) 以極冷之方式自殺及自傷
  - (E958.4) 以觸電之方式自殺及自傷
  - (E958.5) 以機動車撞毀之方式自殺及自傷
  - (E958.6) 以飛行器撞毀之方式自殺及自傷
  - (E958.7) 以腐蝕物自殺及自傷
  - (E958.8) 以其他方式自殺及自傷
  - (E958.9) 自殺及自傷
- (E959) 自傷之後期影響

## 他殺及被他人故意傷害 (E960–E969)
- (E960) 格鬥、打架、強姦
  - (E960.0) 徒手格鬥或打架
  - (E960.1) 強姦
- (E961) 以腐蝕性物質加害，下毒除外
- (E962) 下毒加害
  - (E962.0) 藥品及藥物加害
  - (E962.1) 其他固體及液體物質加害
  - (E962.2) 其他氣體及蒸氣加害
  - (E962.9) 下毒加害
- (E963) 吊死或勒死之加害
- (E964) 溺死（淹死）之加害
- (E965) 槍砲及爆炸物之加害
  - (E965.0) 以手槍加害
  - (E965.1) 以散彈槍加害
  - (E965.2) 以獵用來福槍加害
  - (E965.3) 以軍用槍炮加害
  - (E965.4) 以其他槍炮加害
  - (E965.5) 以殺傷炸彈加害
  - (E965.6) 以汽油彈加害
  - (E965.7) 以宣傳彈加害
  - (E965.8) 以其他特定之爆炸物加害
  - (E965.9) 以爆炸物加害
- (E966) 切穿工作之加害
- (E967) 被迫害受虐之孩童和成人
  - (E967.0) 被父親,繼父或男友迫害受虐之孩童和成人
  - (E967.1) 被其他特定之人迫害受虐之孩童和成人
  - (E967.2) 被母親,繼母或女友迫害受虐之孩童和成人
  - (E967.3) 被配偶或夥伴迫害受虐之孩童和成人
  - (E967.4) 被孩童迫害受虐之孩童和成人
  - (E967.5) 被手足迫害受虐之孩童和成人
  - (E967.6) 被祖父母迫害受虐之孩童和成人
  - (E967.7) 被其他親戚迫害受虐之孩童和成人
  - (E967.8) 被非親屬之照護者迫害受虐之孩童和成人
  - (E967.9) 被人迫害受虐之孩童和成人
- (E968) 被其他之方式加害
  - (E968.0) 以縱火方式加害
  - (E968.1) 由高處推下加害
  - (E968.2) 被鈍器或丟下物體擊傷加害
  - (E968.3) 以高熱性液體加害
  - (E968.4) 犯罪性遺棄
  - (E968.5) 以交通運輸工具加害
  - (E968.6) 以空氣槍加害
  - (E968.7) 被人咬傷加害
  - (E968.8) 被其他特定方式加害
  - (E968.9) 被害
- (E969) 被他人故意傷害之後期影響

## 依法裁制 (E970–E978)
- (E970) 執法所致之槍砲傷害
- (E971) 執法所致之爆炸傷傷害
- (E972) 執法所致之瓦斯傷害
- (E973) 執法所致之鈍器傷害
- (E974) 執法所致之切穿工具傷害
- (E975) 執法所致之其他特定方式之傷害
- (E976) 執法所致之傷害
- (E977) 執法所致傷害之後期影響
- (E978) 依法行刑

## 未確定是否意外或故意之傷害 (E980–E989)
- (E980) 固體或液體物質中毒，未確定是否意外或故意者
  - (E980.0) 鎮痛劑、解熱劑及抗風濕病劑中毒，未確定是否意外或故意者
  - (E980.1) 巴比妥鹽中毒，未確定是否意外或故意者
  - (E980.2) 其他鎮靜劑及催眠劑中毒，未確定是否意外或故意者
  - (E980.3) 安神劑及其他精神轉化劑中毒，未確定是否意外或故意者
  - (E980.4) 其他明示藥品及藥物中毒，未確定是否意外或故意者
  - (E980.5) 未明示藥品及藥物中毒，未確定是否意外或故意者
  - (E980.6) 侵蝕性及腐蝕性物質中毒，未確定是否意外或故意者
  - (E980.7) 農業及園藝用化學及藥學製劑中毒，植物養料及肥料除外，未確定是否意外或故意者
  - (E980.8) 砷及其他化合物中毒，未確定是否意外或故意者
  - (E980.9) 其他固體及液體物質中毒，未確定是否意外或故意者
- (E981) 家用瓦斯中毒，未確定是否意外或故意者
  - (E981.0) 管配瓦斯中毒，未確定是否意外或故意者
  - (E981.1) 桶裝液化石油瓦斯中毒，未確定是否意外或故意者
  - (E981.8) 其他可用瓦斯中毒，未確定是否意外或故意者
- (E982) 其他氣體中毒，未確定是否意外或故意者
  - (E982.0) 機動車廢氣中毒，未確定是否意外或故意者
  - (E982.1) 其他一氧化碳中毒，未確定是否意外或故意者
  - (E982.8) 其他特定之氣體及蒸氣中毒，未確定是否意外或故意者
  - (E982.9) 氣體及蒸氣中毒，未確定是否意外或故意者
- (E983) 吊死、勒死或窒息，未確定是否意外或故意者
  - (E983.0) 吊死，未確定是否意外或故意者
  - (E983.1) 塑膠袋窒息未確定是否意外或故意者
  - (E983.8) 其他特定之方式吊死、勒死或窒息,未確定是否意外或故意者
  - (E983.9) 吊死、勒死或窒息,未確定是否意外或故意者
- (E984) 溺水（淹死），未確定是否意外或故意者
- (E985) 槍砲或爆炸物所致之傷害，未確定是否意外或故意者
  - (E985.0) 手槍所致之傷害，未確定是否意外或故意者
  - (E985.1) 散彈槍所致之傷害，未確定是否意外或故意者
  - (E985.2) 獵用來福槍所致之傷害，未確定是否意外或故意者
  - (E985.3) 軍用槍砲所致之傷害，未確定是否意外或故意者
  - (E985.4) 其他槍砲所致之傷害，未確定是否意外或故意者
  - (E985.5) 爆炸物所致之傷害，未確定是否意外或故意者
  - (E985.6) 空氣槍所致之傷害，未確定是否意外或故意者
- (E986) 切穿工具之傷害，未確定是否意外或故意者
- (E987) 由高處跌落，未確定是否意外或故意者
  - (E987.0) 由住宅跌落，未確定是否意外或故意者
  - (E987.1) 其他人造建築物跌落，未確定是否意外或故意者
  - (E987.2) 天然場所跌落，未確定是否意外或故意者
  - (E987.9) 跌落，未確定是否意外或故意者
- (E988) 傷害，未確定是否意外或故意者
  - (E988.0) 跳入或躺於移動物體前，未確定是否意外或故意者
  - (E988.1) 灼傷、火災，未確定是否意外或故意者
  - (E988.2) 燙傷，未確定是否意外或故意者
  - (E988.3) 極冷凍傷，未確定是否意外或故意者
  - (E988.4) 電擊傷，未確定是否意外或故意者
  - (E988.5) 機動車撞毀所傷，未確定是否意外或故意者
  - (E988.6) 飛行器（飛機等）撞毀所傷，未確定是否意外或故意者
  - (E988.7) 腐蝕物，中毒除外，未確定是否意外或故意者
  - (E988.8) 其他特定之方式所致傷害，未確定是否意外或故意者
  - (E988.9) 傷害，未確定是否意外或故意者
- (E989) 傷害之後期影響，未確定是否意外或故意者

## 戰爭行動所致之傷害 (E990–E999)
- (E990) 戰爭行動中火災及大火所致之傷害
  - (E990.0) 戰爭行動中由汽油彈所致之傷害
  - (E990.9) 戰爭行動中由其他來源所致之傷害
- (E991) 戰爭行動中子彈及碎片所致之傷害
  - (E991.0) 戰爭行動中橡皮子彈（來福槍）所致之傷害
  - (E991.1) 戰爭行動中彈丸（來福槍）所致之傷害
  - (E991.2) 戰爭行動中其他子彈所致之傷害
  - (E991.3) 戰爭行動中殺傷炸彈（碎片）所致之傷害
  - (E991.9) 戰爭行動中其他碎片所致之傷害
- (E992) 戰爭行動中由海軍武器爆炸物所致之傷害
- (E993) 戰爭行動中由其他爆炸物所致之傷害
- (E994) 戰爭行動中飛行器毀壞所致之傷害
- (E995) 戰爭行動中其他傳統戰爭形式所致之傷害
- (E996) 戰爭行動中核子武器所致之傷害
- (E997) 戰爭行動中其他形式非傳統戰爭所致之傷害
  - (E997.0) 戰爭行動中雷射所致之傷害
  - (E997.1) 戰爭行動中生物戰所致之傷害
  - (E997.2) 戰爭行動中瓦斯、臭煙及化學物所致之傷害
  - (E997.8) 戰爭行動中其他形式非傳統戰爭所致之傷害
  - (E997.9) 戰爭行動中非傳統戰爭所致之傷害
- (E998) 戰爭行動中發生於戰鬥中止後之傷害
- (E999) 戰爭行動所致傷害之後期影響

## 個人具有與傳染性疾病有關之潛在性健康危機 (V01–V06)
- (V01) 傳染病的接觸或曝露
  - (V01.0) 霍亂的接觸或曝露
  - (V01.1) 結核病的接觸或曝露
  - (V01.2) 脊髓灰質炎的接觸或曝露
  - (V01.3) 天花的接觸或曝露
  - (V01.4) 德國麻疹的接觸或曝露
  - (V01.5) 狂犬病的接觸或曝露
  - (V01.6) 性病的接觸或曝露
  - (V01.7) 其他病毒疾病的接觸或曝露
  - (V01.8) 其他傳染病的接觸或曝露
  - (V01.9) 傳染病的接觸或曝露
- (V02) 傳染病之帶菌者或疑似帶菌者
  - (V02.0) 霍亂之帶菌者或疑似帶菌者
  - (V02.1) 傷寒之帶菌者或疑似帶菌者
  - (V02.2) 阿米巴病之帶菌者或疑似帶菌者
  - (V02.3) 其他腸胃道病原體之帶菌者或疑似帶菌者
  - (V02.4) 白喉之帶菌者或疑似帶菌者
  - (V02.5) 其他特定細菌疾病之帶菌者或疑似帶菌者
    - (V02.51) B型鏈球菌之帶菌者或疑似帶菌者
    - (V02.52) 其他鏈球菌之帶菌者或疑似帶菌者
    - (V02.59) 其他特定細菌疾病之帶菌者或疑似帶菌者

  - (V02.6) 病毒性肝炎之帶菌者或疑似帶菌者
    - (V02.60) 病毒性肝炎之帶菌者
    - (V02.61) B型病毒性肝炎之帶菌者
    - (V02.62) C型病毒性肝炎之帶菌者
    - (V02.69) 其他病毒性肝炎之帶菌者

  - (V02.7) 淋病之帶菌者或疑似帶菌者
  - (V02.8) 其他性病之帶菌者或疑似帶菌者
  - (V02.9) 其他特定傳染性病原體之帶菌者或疑似帶菌者
- (V03) 細菌性疾病之疫苗接種
  - (V03.0) 霍亂疫苗接種
  - (V03.1) 傷寒-副傷寒疫苗接種
  - (V03.2) 結核病疫苗接種(卡介苗)
  - (V03.3) 鼠疫疫苗接種
  - (V03.4) 土拉倫斯菌血病疫苗接種
  - (V03.5) 白喉疫苗接種
  - (V03.6) 百日咳疫苗接種
  - (V03.7) 破傷風類毒素疫苗接種
  - (V03.8) 單一細菌性疾病之其他特定疫苗接種
    - (V03.81) B型流行性感冒嗜血桿菌之疫苗接種
    - (V03.82) 鏈球菌性肺炎(肺炎球菌)之疫苗接種
    - (V03.89) 單一細菌性疾病之其他特定疫苗接種

  - (V03.9) 單一細菌性疾病之疫苗接種
- (V04) 病毒疾病疫苗接種
  - (V04.0) 脊髓灰白質炎疫苗接種
  - (V04.1) 天花疫苗接種
  - (V04.2) 痲疹疫苗接種
  - (V04.3) 德國麻疹疫苗接種
  - (V04.4) 黃熱病疫苗接種
  - (V04.5) 狂犬病疫苗接種
  - (V04.6) 腮腺炎疫苗接種
  - (V04.7) 感冒疫苗接種
  - (V04.8) 流行性感冒疫苗接種
- (V05) 單一疾病疫苗接種
  - (V05.0) 節肢動物媒介病毒性腦炎疫苗接種
  - (V05.1) 其他節肢動物媒介病毒性疾病疫苗接種
  - (V05.2) 利斯曼原虫病疫苗接種
  - (V05.3) 病毒性肝炎疫苗接種
  - (V05.4) 水痘疫苗接種
  - (V05.8) 其他特定疾病疫苗接種
  - (V05.9) 單一疾病疫苗接種
- (V06) 混合疾病疫苗接種
  - (V06.0) 霍亂併傷寒-副傷寒混合疫苗接種
  - (V06.1) 白喉-破傷風-百日咳混合疫苗(DTP) 接種
  - (V06.2) 白喉-破傷風-百日咳併傷寒-副傷寒混合疫苗(DTP+TAB) 接種
  - (V06.3) 白喉-破傷風-百日咳併脊髓灰白質炎混合疫苗(DTP+ polio) 接種
  - (V06.4) 麻疹-腮腺炎-德國麻疹(MMR)混合疫苗接種
  - (V06.5) 破傷風-白喉混合疫苗接種
  - (V06.6) 鏈球菌性肺炎(肺炎球菌)及流行性感冒之混合疫苗接種
  - (V06.8) 其他混合疫苗預防接種
  - (V06.9) 混合疫苗預防接種

## 個人需隔離、預防措施及有潛在性健康危機 (V07–V09)
- (V07) 需隔離及其他預防措施
  - (V07.0) 隔離
  - (V07.1) 對過敏原之減過敏作用
  - (V07.2) 預防性免疫療法
  - (V07.3) 其他預防性化學療法
    - (V07.31) 預防性氟化物療法
    - (V07.39) 其他預防性化學療法

  - (V07.4) 停經後荷爾蒙補充療法
  - (V07.8) 其他特定之預防措施
  - (V07.9) 預防措施
- (V08) 無症狀之人類免疫不全病毒感染狀態
- (V09) 抗藥性微生物感染
  - (V09.0) 抗青黴素之微生物感染
  - (V09.1) 抗芽胞菌屬抗生素及B 內醯氨抗生素之微生物感染
  - (V09.2) 抗內脂環黴[抗生素]之微生物感染
  - (V09.3) 抗四環黴素[抗生素]之微生物感染
  - (V09.4) 抗氨基醣[抗生素]之微生物感染
  - (V09.5) 抗氨類及[抗生素]之微生物感染
    - (V09.50) 未提及抗多種氨類及[抗生素]之微生物感染
    - (V09.51) 提及抗多種氨類及[抗生素]之微生物感染

  - (V09.6) 抗磺氨類[抗生素]之微生物感染
  - (V09.7) 抗其他特定分枝桿菌藥物之抗藥性微生物感染
    - (V09.70) 未提及抗多種分枝桿菌藥物之抗藥性微生物感染
    - (V09.71) 提及抗多種分枝桿菌藥物之抗藥性微生物感染

  - (V09.8) 其他特定藥物抗藥性之微生物感染
    - (V09.80) 未提及多種藥物抗藥性之其他特定藥物抗藥性之微生物感染
    - (V09.81) 提及多種藥物抗藥性之其他特定藥物抗藥性之微生物感染

  - (V09.9) 藥物抗藥性之微生物感染
    - (V09.90) 未提及多種藥物抗藥性之微生物感染
    - (V09.91) 提及多種藥物抗藥性之微生物感染

## 有個人和家族病史相關的潛在性健康危機 (V10–V19)
- (V10) 惡性腫瘤病史
  - (V10.0) 胃腸道惡性腫瘤病史
    - (V10.00) 胃腸道惡性腫瘤病史
    - (V10.01) 舌惡性腫瘤病史
    - (V10.02) 口腔，咽喉及其他部位之惡性腫瘤病史
    - (V10.03) 食道惡性腫瘤病史
    - (V10.04) 胃惡性腫瘤病史
    - (V10.05) 大腸惡性腫瘤病史
    - (V10.06) 直腸，直腸乙狀結腸連合及肛門惡性腫瘤病史
    - (V10.07) 肝惡性腫瘤病史
    - (V10.09) 其他胃腸道惡性腫瘤病史

  - (V10.1) 氣管，支氣管及肺惡性腫瘤病史
    - (V10.11) 支氣管及肺惡性腫瘤病史
    - (V10.12) 氣管惡性腫瘤病史

  - (V10.2) 其他呼吸器及胸腔內器官惡性腫瘤病史
    - (V10.20) 呼吸器官惡性腫瘤病史
    - (V10.21) 喉頭惡性腫瘤病史
    - (V10.22) 鼻腔，中耳及副鼻竇惡性腫瘤病史
    - (V10.29) 其他呼吸及胸腔內器官惡性腫瘤病史

  - (V10.3) 乳房惡性腫瘤病史
  - (V10.4) 生殖器官惡性腫瘤病史
    - (V10.40) 女性生殖器官惡性腫瘤病史
    - (V10.41) 子宮頸惡性腫瘤病史
    - (V10.42) 子宮其他部位惡性腫瘤病史
    - (V10.43) 卵巢惡性腫瘤病史
    - (V10.44) 其他女性生殖器官惡性腫瘤病史
    - (V10.45) 男性生殖器官惡性腫瘤病史
    - (V10.46) 攝護腺惡性腫瘤病史
    - (V10.47) 睪丸惡性腫瘤病史
    - (V10.48) 副(附)睪惡性腫瘤病史
    - (V10.49) 其他男性生殖器官惡性腫瘤病史

  - (V10.5) 泌尿器官惡性腫瘤病史
    - (V10.50) 泌尿器官惡性腫瘤病史
    - (V10.51) 膀胱惡性腫瘤病史
    - (V10.52) 腎臟惡性腫瘤病史
    - (V10.59) 其他泌尿器官惡性腫瘤病史

  - (V10.6) 白血病惡性腫瘤病史
    - (V10.60) 白血病惡性腫瘤病史
    - (V10.61) 淋巴性白血病惡性腫瘤病史
    - (V10.62) 骨髓樣白血病惡性腫瘤病史
    - (V10.63) 單核球白血病惡性腫瘤病史
    - (V10.69) 其他白血病惡性腫瘤病史

  - (V10.7) 其他淋巴及造血組織惡性腫瘤病史
    - (V10.71) 淋巴肉瘤及網織肉瘤惡性腫瘤病史
    - (V10.72) 何杰金氏病惡性腫瘤病史
    - (V10.79) 其他淋巴及造血組織惡性腫瘤病史

  - (V10.8) 其他部位惡性腫瘤病史
    - (V10.81) 骨骼惡性腫瘤病史
    - (V10.82) 皮膚惡性黑色腫瘤惡性腫瘤病史
    - (V10.83) 其他皮膚惡性黑色腫瘤之惡性腫瘤病史
    - (V10.84) 眼惡性腫瘤病史
    - (V10.85) 腦惡性腫瘤病史
    - (V10.86) 神經系統其他部位之惡性腫瘤病史
    - (V10.87) 甲狀腺惡性腫瘤病史
    - (V10.88) 其他內分泌腺及相關組織之惡性腫瘤病史
    - (V10.89) 其他部位惡性腫瘤病史

  - (V10.9) 惡性腫瘤病史
- (V11) 精神疾患病史
  - (V11.0) 精神分裂症病史
  - (V11.1) 感情型精神疾患病史
  - (V11.2) 神經官能症病史
  - (V11.3) 酒癮病史
  - (V11.8) 其他精神疾患病史
  - (V11.9) 精神疾患病史
- (V12) 其他特定疾病病史
  - (V12.0) 感染性及寄生虫性疾病病史
    - (V12.00) 感染性及寄生虫性疾病病史
    - (V12.01) 結核病感染病史
    - (V12.02) 小兒麻痺感染病史
    - (V12.03) 瘧疾感染病史
    - (V12.09) 其他感染性及寄生虫性病史

  - (V12.1) 營養缺乏病史
  - (V12.2) 內分泌，代謝及免疫疾患病史
  - (V12.3) 血液及造血器官疾病病史
  - (V12.4) 神經系統及感覺器官疾患病史
    - (V12.40) 神經系統及感覺器官疾患病史
    - (V12.41) 腦良性腫瘤病史
    - (V12.49) 其他神經系統及感覺器官疾患病史

  - (V12.5) 循環系統疾病病史
    - (V12.50) 循環系統疾病病史
    - (V12.51) 靜脈栓塞及栓塞病史
    - (V12.52) 血栓靜脈炎病史
    - (V12.59) 其他循環系統疾病病史

  - (V12.6) 呼吸系統疾病病史
  - (V12.7) 消化系統疾病病史
    - (V12.70) 消化系統疾病病史
    - (V12.71) 胃消化液疾病病史
    - (V12.72) 結腸息肉病史
    - (V12.79) 其他消化系統疾病病史
- (V13) 其他疾病個人病史
  - (V13.0) 泌尿系統病史
    - (V13.00) 泌尿系統病史
    - (V13.01) 泌尿結石病史
    - (V13.09) 其他泌尿系統病史

  - (V13.1) 滋養層疾病史
  - (V13.2) 其他生殖系統及產科疾病史
  - (V13.3) 皮膚及皮下組織疾病史
  - (V13.4) 關節炎病史
  - (V13.5) 其他骨骼肌肉疾病史
  - (V13.6) 先天性畸形疾病史
    - (V13.61) 尿道下裂
    - (V13.69) 其他先天性畸形疾病史

  - (V13.7) 週產期問題之病史
  - (V13.8) 其他個人病史
  - (V13.9) 個人病史
- (V14) 藥物過敏之個病史
  - (V14.0) 盤尼西林過敏病史
  - (V14.1) 其他抗生素過敏史
  - (V14.2) 磺醯胺過敏病史
  - (V14.3) 其他抗感染藥物過敏史
  - (V14.4) 麻醉劑過敏史
  - (V14.5) 尼古丁過敏史
  - (V14.6) 止痛劑過敏史
  - (V14.7) 血清或疫苗過敏史
  - (V14.8) 其他藥物過敏史
  - (V14.9) 藥物過敏史
- (V15) 其他現存健康危機之個人病史
  - (V15.0) 過敏病史非藥劑所致者
    - (V15.01) 花生過敏
    - (V15.02) 奶製品過敏
    - (V15.03) 蛋過敏
    - (V15.04) 海鮮過敏
    - (V15.05) 其他食物過敏
    - (V15.06) 昆虫過敏
    - (V15.07) 乳液過敏
    - (V15.08) 放射顯影劑過敏
    - (V15.09) 除醫療用品外之其他過敏

  - (V15.1) 心臟及大血管手術病史
  - (V15.2) 其他主要器官手術病史
  - (V15.3) 放射治療病史
  - (V15.4) 心理創傷病史
    - (V15.41) 生理性創傷病史
    - (V15.42) 情緒性創傷病史
    - (V15.49) 其他創傷病史

  - (V15.5) 損傷病史
  - (V15.6) 中毒病史
  - (V15.7) 避孕病史
  - (V15.8) 其他特定現存健康危機之個人病史
    - (V15.81) 對醫療不順從之病史
    - (V15.82) 吸煙之病史
    - (V15.84) 石綿暴露之病史
    - (V15.85) 暴露潛在有害體液之病史
    - (V15.86) 鉛暴露之病史
    - (V15.89) 其他特定現存健康危機之個人病史

  - (V15.9) 現存健康危機之個人病史
- (V16) 惡性腫瘤家族史
  - (V16.0) 腸胃道之惡性腫瘤家族史
  - (V16.1) 氣管，支氣管及肺之惡性腫瘤家族史
  - (V16.2) 其他呼吸系統及胸內器官之惡性腫瘤家族史
  - (V16.3) 乳房之惡性腫瘤家族史
  - (V16.4) 生殖器官之惡性腫瘤家族史
    - (V16.40) 生殖器官之惡性腫瘤家族史
    - (V16.41) 卵巢之惡性腫瘤家族史
    - (V16.42) 攝護腺之惡性腫瘤家族史
    - (V16.43) 睪丸之惡性腫瘤家族史
    - (V16.49) 其他生殖器官之惡性腫瘤家族史

  - (V16.5) 泌尿泌器官之惡性腫瘤家族史
    - (V16.51) 腎臟之惡性腫瘤家族史
    - (V16.59) 其他泌尿泌器官之惡性腫瘤家族史

  - (V16.6) 白血病之惡性腫瘤家族史
  - (V16.7) 其他淋巴及造血組織之惡性腫瘤家族史
  - (V16.8) 其他之惡性腫瘤家族史
  - (V16.9) 惡性腫瘤家族史
- (V17) 特定之慢性殘障疾病家族史
  - (V17.0) 精神疾病家族史
  - (V17.1) 中風腦血管家族史
  - (V17.2) 其他神經性疾病家族史
  - (V17.3) 缺血性心臟病家族史
  - (V17.4) 其他心臟血管疾病族史
  - (V17.5) 氣喘家族史
  - (V17.6) 慢性呼吸系疾病家族史
  - (V17.7) 關節炎家族史
  - (V17.8) 其他骨骼肌肉疾病家族史
- (V18) 其他特定疾病家族史
  - (V18.0) 糖尿病家族史
  - (V18.1) 其他內分泌及代謝疾病家族史
  - (V18.2) 貧血病家族史
  - (V18.3) 其他血液病家族史
  - (V18.4) 智能不足家族史
  - (V18.5) 消化系疾病家族史
  - (V18.6) 腎臟疾病家族史
    - (V18.61) 多囊腎家族史
    - (V18.69) 其他腎臟疾病家族史

  - (V18.7) 其他生殖泌尿系疾病家族史
  - (V18.8) 感染及寄生虫性疾病家族史
- (V19) 其他疾病家族史
  - (V19.0) 失明或視力喪失家族史
  - (V19.1) 其他眼疾患家族史
  - (V19.2) 耳聾或聽力喪失家族史
  - (V19.3) 其他耳疾患家族史
  - (V19.4) 皮膚疾病家族史
  - (V19.5) 先天畸形家族史
  - (V19.6) 過敏性疾患家族史
  - (V19.7) 近親結婚家族史
  - (V19.8) 其他病況家族史

## 與生產及發育有關之個人健康服務 (V20–V29)
- (V20) 新生兒或兒童之健康監測
  - (V20.0) 棄嬰之健康監測
  - (V20.1) 其他健康之嬰(幼)兒照護
  - (V20.2) 嬰幼兒例行之健康檢查
- (V21) 身體發育狀況
  - (V21.0) 幼兒快速成長期之身體發育狀況
  - (V21.1) 青春期之身體發育狀況
  - (V21.2) 其他青少年期之身體發育狀況
  - (V21.3) 低出生體重者
    - (V21.30) 低出生體重者
    - (V21.31) 出生體重小於500克
    - (V21.32) 出生體重介於500-999克
    - (V21.33) 出生體重介於1000-1499克
    - (V21.34) 出生體重介於1500-1999克
    - (V21.35) 出生體重介於2000-2500克

  - (V21.8) 其他特定之身體發育狀況
  - (V21.9) 身體發育狀況不明
- (V22) 正常妊娠
  - (V22.0) 首次正常妊娠的監測
  - (V22.1) 其他正常妊娠的監測
  - (V22.2) 未期望之妊娠狀態
- (V23) 高危險妊娠之監測
  - (V23.0) 對曾有不孕病史之妊娠監測
  - (V23.1) 胚胎滋養層病史之妊娠監測
  - (V23.2) 對曾有流產病史之妊娠監測
  - (V23.3) 對多次健產之妊娠監測
  - (V23.4) 對其他不良產科病史之妊娠監測
  - (V23.5) 對其他不良生產病史之妊娠監測
  - (V23.7) 對產前照護不足之妊娠監測
  - (V23.8) 對其他高危險妊娠之監測
    - (V23.81) 對高齡初孕婦的監測
    - (V23.82) 對高齡經產婦的監測
    - (V23.83) 對年輕初孕婦的監測
    - (V23.84) 對年輕經產婦的監測
    - (V23.89) 對其他高危險妊娠之監測

  - (V23.9) 對高危險妊娠之監測
- (V24) 產後照護及檢查
  - (V24.0) 產後即時的照護及檢查
  - (V24.1) 產後母親哺乳的照護與檢查
  - (V24.2) 產後例行追蹤照護與檢查
- (V25) 對避孕的醫療處置
  - (V25.0) 一般性避孕諮詢及指導
    - (V25.01) 口服避孕藥處方的一般諮詢及指導
    - (V25.02) 其他避孕方法的初次指導及一般諮詢
    - (V25.09) 其他一般性避孕諮詢及指導

  - (V25.1) 子宮內避孕器之植入
  - (V25.2) 絕育（結紮）
  - (V25.3) 月經抽取術
  - (V25.4) 前次醫囑之避孕方法監測
    - (V25.40) 避孕監測
    - (V25.41) 避孕藥
    - (V25.42) 子宮內避孕裝置
    - (V25.43) 可植入的皮下避孕裝置
    - (V25.49) 其他避孕方法

  - (V25.5) 插入皮下避孕裝置
  - (V25.8) 其他特定避孕的醫療處置
  - (V25.9) 避孕的醫療處置
- (V26) 生育的醫療處置
  - (V26.0) 結紮後的輸卵管或輸精管重建術
  - (V26.1) 人工授精
  - (V26.2) 生殖之研究和試驗
    - (V26.21) 生育力試驗
    - (V26.22) 絕育恢復後之照護
    - (V26.29) 其他生殖之研究和試驗

  - (V26.3) 遺傳諮詢和試驗
  - (V26.4) 對生殖一般性諮詢及指導
  - (V26.5) 結紮
    - (V26.51) 輸卵管結紮
    - (V26.52) 輸精管切除

  - (V26.8) 其他特定之生殖醫療處置
  - (V26.9) 生殖醫療處置
- (V27) 分娩結果
  - (V27.0) 單胞胎活產
  - (V27.1) 單胞胎死產
  - (V27.2) 雙胞胎均活產
  - (V27.3) 雙胞胎，一為活產一為死產
  - (V27.4) 雙胞胎，均死產
  - (V27.5) 其他多胞胎，均活產
  - (V27.6) 其他多胞胎，部分活產
  - (V27.7) 其他多胞胎，均死產
  - (V27.9) 分娩之結果
- (V28) 產前篩檢
  - (V28.0) 羊膜穿刺作染色體異常篩檢
  - (V28.1) 羊水篩檢阿法(α)胎兒蛋白升高
  - (V28.2) 羊膜穿刺作其他篩檢
  - (V28.3) 超音波篩檢畸形兒
  - (V28.4) 超音波篩檢胎兒生長遲滯
  - (V28.5) 同種免疫篩檢
  - (V28.6) B群鏈球菌篩檢
  - (V28.8) 其他特定之產前篩檢
  - (V28.9) 產前篩檢
- (V29) 對新生兒有懷疑但未發現的狀態做觀察及評估
  - (V29.0) 懷疑有感染狀態的觀察
  - (V29.1) 懷疑有神經學狀態的觀察
  - (V29.2) 懷疑有呼吸狀態的觀察
  - (V29.3) 懷疑有遺傳或代謝狀態的觀察
  - (V29.8) 其他特定懷疑狀態的觀察
  - (V29.9) 懷疑狀態的觀察

## 健康活產新生兒(依據生產方式) (V30–V39)
- (V30) 單胞胎活產
  - (V30.0) 在醫院生產之單胞胎活產
    - (V30.00) 在醫院生產之單胞胎活產,未提及以剖腹產分娩
    - (V30.01) 在醫院生產之單胞胎活產,以剖腹產分娩

  - (V30.1) 入院前產下之單胞胎活產
  - (V30.2) 院外產下且未住院之單胞胎活產
- (V31) 雙胞胎，同胞兒活產
  - (V31.0) 在醫院內生產之雙胞胎，同胞兒活產
    - (V31.00) 在醫院內生產之雙胞胎，同胞兒活產,未提及以剖腹產分娩
    - (V31.01) 在醫院內生產之雙胞胎，同胞兒活產,以剖腹產分娩

  - (V31.1) 入院前產下之雙胞胎，同胞兒活產
  - (V31.2) 院外產下且未住院之雙胞胎，同胞兒活產
- (V32) 雙胞胎，同胞兒死產
  - (V32.0) 在醫院內生產之雙胞胎，同胞兒死產
    - (V32.00) 在醫院內生產之雙胞胎，同胞兒死產,未提及以剖腹產分娩
    - (V32.01) 在醫院內生產之雙胞胎，同胞兒死產,以剖腹產分娩

  - (V32.1) 入院前產下之雙胞胎，同胞兒死產
  - (V32.2) 院外產下且未住院之雙胞胎，同胞兒死產
- (V33) 雙胞胎， 同胞兒未明
  - (V33.0) 在醫院內生產之雙胞胎，同胞兒未明
    - (V33.00) 在醫院內生產之雙胞胎，同胞兒未明，未提及以剖腹產分娩
    - (V33.01) 在醫院內生產之雙胞胎，同胞兒未明，以剖腹產分娩

  - (V33.1) 入院前產下之雙胞胎，同胞兒未明
  - (V33.2) 院外產下且未住院之雙胞胎，同胞兒未明
- (V34) 多胞胎，同胞兒均活產
  - (V34.0) 在醫院內生產之多胞胎，同胞兒均活產
    - (V34.00) 在醫院內生產之多胞胎，同胞兒均活產，未提及以剖腹產分娩
    - (V34.01) 在醫院內生產之多胞胎，同胞兒均活產，以剖腹產分娩

  - (V34.1) 入院前產下之多胞胎，同胞兒均活產
  - (V34.2) 院外產下且未住院之多胞胎，同胞兒均活產
- (V35) 多胞胎，同胞兒均死胎
  - (V35.0) 醫院內生產之多胞胎，同胞兒均死胎
    - (V35.00) 在醫院內生產之多胞胎，同胞兒均死胎，未提及以剖腹產分娩
    - (V35.01) 在醫院內生產之多胞胎，同胞兒均死胎，以剖腹產分娩

  - (V35.1) 入院前產下之多胞胎，同胞兒均死胎
  - (V35.2) 院外產下且未住院之多胞胎，同胞兒均死胎
- (V36) 多胞胎，同胞兒包括活產及死胎
  - (V36.0) 在醫院內生產之多胞胎，同胞兒包括活產及死胎
    - (V36.00) 在醫院內生產之多胞胎，同胞兒包括活產及死胎,未提及以剖腹產分娩
    - (V36.01) 在醫院內生產之多胞胎，同胞兒包括活產及死胎, 以剖腹產分娩

  - (V36.1) 入院前產下之多胞胎，同胞兒包括活產及死胎
  - (V36.2) 院外產下且未住院之多胞胎，同胞兒包括活產及死胎
- (V37) 多胞胎，同胞兒未明
  - (V37.0) 在醫院內生產之多胞胎，同胞兒未明
    - (V37.00) 在醫院內生產之多胞胎，同胞兒未明，未提及以剖腹產分娩
    - (V37.01) 在醫院內生產之多胞胎，同胞兒未明，以剖腹產分娩

  - (V37.1) 入院前產下之多胞胎，同胞兒未明
  - (V37.2) 院外產下且未住院之多胞胎，同胞兒未明
- (V39) 活產新生兒
  - (V39.0) 在醫院內生產之新生兒
    - (V39.00) 在醫院內生產之新生兒，未提及以剖腹產分娩
    - (V39.01) 在醫院內生產之新生兒，以剖腹產分娩

  - (V39.1) 入院前產下之新生兒
  - (V39.2) 院外產下且未住院之新生兒

## 伴有影響其健康之狀態者 (V40–V49)
- (V40) 伴有精神和行為問題
  - (V40.0) 伴有學習上的問題
  - (V40.1) 伴有溝通上的問題(包括語言)
  - (V40.2) 伴有其他精神問題
  - (V40.3) 伴有其他行為問題
  - (V40.9) 伴有精神或行為問題
- (V41) 伴有特殊感官及其他特殊功能之問題
  - (V41.0) 伴有視力問題
  - (V41.1) 伴有其他眼睛問題
  - (V41.2) 伴有聽力問題
  - (V41.3) 伴有其他耳朵問題
  - (V41.4) 伴有發聲之問題
  - (V41.5) 伴有嗅覺及味覺之問題
  - (V41.6) 伴有吞嚥及咀嚼之問題
  - (V41.7) 伴有性功能問題
  - (V41.8) 伴有其他特殊功能之問題
  - (V41.9) 伴有未明示特殊功能之問題
- (V42) 器官或組織之移植術後
  - (V42.0) 腎臟之移植術後
  - (V42.1) 心臟之移植術後
  - (V42.2) 心臟瓣膜之移植術後
  - (V42.3) 皮膚之移植術後
  - (V42.4) 骨骼之移植術後
  - (V42.5) 眼角膜之移植術後
  - (V42.6) 肺之移植術後
  - (V42.7) 肝臟之移植術後
  - (V42.8) 其他特定器官或組織之移植術後
    - (V42.81) 骨髓之移植術後
    - (V42.82) 周邊幹細胞之移植術後
    - (V42.83) 胰臟之移植術後
    - (V42.84) 小腸之移植術後
    - (V42.89) 其他器官或組織之移植術後

  - (V42.9) 器官或組織之移植術後
- (V43) 器官或組織之其他置換術後
  - (V43.0) 眼球之其他置換術後
  - (V43.1) 水晶體之其他置換術後
  - (V43.2) 心臟之其他置換術後,
  - (V43.3) 心臟瓣膜之其他置換術後
  - (V43.4) 血管之其他置換術後
  - (V43.5) 膀胱之其他置換術後
  - (V43.6) 關節之其他置換術後
    - (V43.60) 關節之其他置換術後
    - (V43.61) 肩部關節之其他置換術後
    - (V43.62) 肘部關節之其他置換術後
    - (V43.63) 腕部關節之其他置換術後
    - (V43.64) 髖部關節之其他置換術後
    - (V43.65) 膝部關節之其他置換術後
    - (V43.66) 踝部關節之其他置換術後
    - (V43.69) 其他部位關節之其他置換術後

  - (V43.7) 四肢之其他置換術後
  - (V43.8) 其他器官或組織之其他置換術後
    - (V43.81) 喉之其他置換術後
    - (V43.82) 乳房之其他置換術後
    - (V43.83) 人造皮之其他置換術後
    - (V43.89) 其他器官或組織之其他置換術後
- (V44) 人工狀態
  - (V44.0) 氣管造口術
  - (V44.1) 胃造口術
  - (V44.2) 迴腸造口術
  - (V44.3) 結腸造口術
  - (V44.4) 胃腸道之其他人工造口術
  - (V44.5) 膀胱造口術
    - (V44.50) 膀胱造口術
    - (V44.51) 皮膚－膀胱造口術
    - (V44.52) 闌尾－膀胱造口術
    - (V44.59) 其他膀胱造口術

  - (V44.6) 泌尿道之其他人工造口
  - (V44.7) 人工陰道
  - (V44.8) 其他人工造口狀態
  - (V44.9) 人工造口狀態
- (V45) 其他手術後狀態
  - (V45.0) 心臟裝置物置入後狀態
    - (V45.00) 心臟裝置物置入後狀態
    - (V45.01) 心臟整律器置入後狀態
    - (V45.02) 自動心臟去纖維顫動器置入後狀態
    - (V45.09) 其他特定之心臟裝置物置入後狀態

  - (V45.1) 腎透析狀態
  - (V45.2) 使用腦脊髓液引流裝置狀態
  - (V45.3) 腸之分流術或吻合術後狀態
  - (V45.4) 關節固定術狀態
  - (V45.5) 使用避孕裝置
    - (V45.51) 使用子宮內避孕裝置
    - (V45.52) 使用皮下避孕植入物
    - (V45.59) 使用其他避孕裝置

  - (V45.6) 眼及附件手術後狀態
    - (V45.61) 白內障摘除術後狀態
    - (V45.69) 其他眼及附件手術後狀態

  - (V45.7) 後天性器官缺損
    - (V45.71) 後天性乳房缺損
    - (V45.72) 後天性(大)(小)腸缺損
    - (V45.73) 後天性腎臟缺損
    - (V45.74) 其他後天性泌尿道缺損
    - (V45.75) 後天性胃缺損
    - (V45.76) 後天性肺部缺損
    - (V45.77) 後天性生殖器官缺損
    - (V45.78) 後天性眼睛缺損
    - (V45.79) 其他後天性器官缺損

  - (V45.8) 其他手術後狀態
    - (V45.81) 主動脈冠狀動脈分流術後狀態
    - (V45.82) 經皮冠狀動脈血管成形術後狀態
    - (V45.83) 乳房植入物移除後狀態
    - (V45.89) 其他手術後狀態
- (V46) 其他對儀器之依賴
  - (V46.0) 抽吸器之依賴
  - (V46.1) 呼吸器之依賴
  - (V46.8) 其他輔助儀器之依賴
  - (V46.9) 儀器之依賴
- (V47) 內部器官之其他問題
  - (V47.0) 內部器官之缺陷
  - (V47.1) 內部器官之機械性及運動性問題
  - (V47.2) 其他心肺問題
  - (V47.3) 其他消化問題
  - (V47.4) 其他泌尿問題
  - (V47.5) 其他生殖問題
  - (V47.9) 內部器官之其他問題
- (V48) 頭，頸，軀幹之問題
  - (V48.0) 頭之缺陷
  - (V48.1) 頸及軀幹之缺陷
  - (V48.2) 頭之機械性及運動性問題
  - (V48.3) 頭及軀幹之機械性及運動性問題
  - (V48.4) 頭之感覺問題
  - (V48.5) 頸及軀幹之感覺問題
  - (V48.6) 頭之缺損
  - (V48.7) 頸及軀幹之缺損
  - (V48.8) 頭、頸及軀幹之其他問題
  - (V48.9) 頭，頸及軀幹之問題
- (V49) 其他狀況影響健康狀態
  - (V49.0) 四肢缺陷
  - (V49.1) 四肢之機械性問題
  - (V49.2) 四肢之運動問題
  - (V49.3) 四肢之感覺問題
  - (V49.4) 四肢之缺損
  - (V49.5) 四肢之其他問題
  - (V49.6) 上肢截肢狀態
    - (V49.60) 上肢截肢狀態
    - (V49.61) 姆指截肢狀態
    - (V49.62) 其他手指截肢狀態
    - (V49.63) 手部截肢狀態
    - (V49.64) 腕部截肢狀態
    - (V49.65) 肘部以下截肢狀態
    - (V49.66) 肘部以上截肢狀態
    - (V49.67) 肩部截肢狀態

  - (V49.7) 下肢截肢狀態
    - (V49.70) 下肢截肢狀態
    - (V49.71) 大腳趾截肢狀態
    - (V49.72) 其他腳趾截肢狀態
    - (V49.73) 足部截肢狀態
    - (V49.74) 踝部截肢狀態
    - (V49.75) 膝蓋以下截肢狀態
    - (V49.76) 膝蓋以上截肢狀態
    - (V49.77) 髖部以下截肢狀態

  - (V49.8) 其他特定影響健康狀態之狀況
    - (V49.81) 停經後(與年齡有關)(自然的)狀態
    - (V49.89) 其他特定影響健康狀態之狀況

  - (V49.9) 影響健康狀態之狀況

## 接受特殊處置及術後療養之健康服務 (V50–V59)
- (V50) 非醫療目的之選擇性手術
  - (V50.0) 毛髮移植
  - (V50.1) 因不滿意美容外表之整形手術
  - (V50.2) 常規或儀式化的包皮割除
  - (V50.3) 穿耳洞
  - (V50.4) 預防性器官移除
    - (V50.41) 預防性乳房移除
    - (V50.42) 預防性卵巢移除
    - (V50.49) 其他預防性器官移除

  - (V50.8) 其他非醫療目的之選擇性手術
  - (V50.9) 非醫療目的之選擇性手術
- (V51) 整形手術之術後療養
- (V52) 彌補裝置物及植入物之安裝及調整
  - (V52.0) 人工手臂(完全)(部分)之安裝及調整
  - (V52.1) 人工義肢(完全)(部分)之安裝及調整
  - (V52.2) 義眼之安裝及調整
  - (V52.3) 牙齒彌補裝置物之安裝及調整
  - (V52.4) 乳房彌補物及植入物之安裝及調整
  - (V52.8) 其他特定之彌補裝置物之安裝及調整
  - (V52.9) 彌補裝置物之安裝及調整
- (V53) 其他裝置之安裝及調整
  - (V53.0) 有關神經系統及特殊感官裝置之安裝及調整
    - (V53.01) 腦室分流管之安裝及調整
    - (V53.02) 神經節律器之安裝及調整
    - (V53.09) 其他有關神經系統及特殊感官的裝置之安裝及調整

  - (V53.1) 眼鏡及隱形眼鏡之安裝及調整
  - (V53.2) 助聽器之安裝及調整
  - (V53.3) 心臟裝置之安裝及調整
    - (V53.31) 心臟節律器之安裝及調整
    - (V53.32) 植入式自動心臟去顫器之安裝及調整
    - (V53.39) 其他心臟裝置之安裝及調整

  - (V53.4) 齒科矯形器之安裝及調整
  - (V53.5) 其他腸道裝置之安裝及調整
  - (V53.6) 泌尿道裝置之安裝及調整
  - (V53.7) 矯形裝置之安裝及調整
  - (V53.8) 輪椅之安裝及調整
  - (V53.9) 其他裝置之安裝及調整
- (V54) 其他矯形術後之療養
  - (V54.0) 拆除骨折固定板或其他內固定器之術後療養
  - (V54.8) 其他矯形術後之療養
  - (V54.9) 矯形術後療養
- (V55) 人工造口之照料
  - (V55.0) 氣管造口之照料
  - (V55.1) 胃造口之照料
  - (V55.2) 迴腸造口之照料
  - (V55.3) 結腸造口之照料
  - (V55.4) 其他消化道人工造口之照料
  - (V55.5) 膀胱造口之照料
  - (V55.6) 其他泌尿道人工造口之照料
  - (V55.7) 人工陰道之照料
  - (V55.8) 其他特定人工造口之照料
  - (V55.9) 人工造口之照料
- (V56) 接受透析及透析導管的照料
  - (V56.0) 接受體外透析
  - (V56.1) 體外透析導管安裝及調整
  - (V56.2) 腹膜透析導管安裝及調整
  - (V56.3) 接受透析之適當性測驗
    - (V56.31) 接受血液透析之適當性檢驗
    - (V56.32) 接受腹膜透析之適當性檢驗

  - (V56.8) 接受其他透析
- (V57) 復健療程之照料
  - (V57.0) 呼吸練習
  - (V57.1) 其他物理治療
  - (V57.2) 職能治療及職業復健
    - (V57.21) 接受職能治療
    - (V57.22) 接受職業復健

  - (V57.3) 語言治療
  - (V57.4) 斜視矯正訓練
  - (V57.8) 其他特定之復健療程
    - (V57.81) 矯正訓練
    - (V57.89) 其他特定之復健療程

  - (V57.9) 復健療程
- (V58) 接受其他療程和療養
  - (V58.0) 接受放射線治療
  - (V58.1) 接受化學治療
  - (V58.2) 輸血，無報告診斷
  - (V58.3) 更換敷料及拆線
  - (V58.4) 其他術後療養
    - (V58.41) 預定的術後傷口縫合
    - (V58.49) 其他特定術後療養

  - (V58.5) 齒科矯形
  - (V58.6) 長期(現在的)服用藥物
    - (V58.61) 長期(現在的)服用抗凝血劑
    - (V58.62) 長期(現在的)服用抗生素
    - (V58.69) 長期(現在的)服用其他藥物

  - (V58.8) 其他特定治療和療養
    - (V58.81) 血管導管之安裝及調整
    - (V58.82) 非血管內的導管之安裝及調整，NEC
    - (V58.83) 治療性藥物的監測
    - (V58.89) 其他特定療養

  - (V58.9) 療養
- (V59) 捐贈者
  - (V59.0) 捐血者
    - (V59.01) 全血捐贈者
    - (V59.02) 骨髓幹細胞捐贈者
    - (V59.09) 其他血液捐贈者

  - (V59.1) 皮膚捐贈者
  - (V59.2) 骨骼捐贈者
  - (V59.3) 骨髓捐贈者
  - (V59.4) 腎臟捐贈者
  - (V59.5) 角膜捐贈者
  - (V59.6) 肝臟捐贈者
  - (V59.8) 其他特定器官或組織捐贈者
  - (V59.9) 器官或組織捐贈者

## 其他環境下所接受之健康服務 (V60–V69)
- (V60) 住宅，家庭及經濟環境
  - (V60.0) 無住所
  - (V60.1) 住宅不充足
  - (V60.2) 物質來源不充足
  - (V60.3) 獨居
  - (V60.4) 沒有其他家庭成員能給予照顧
  - (V60.5) 假日無人照顧
  - (V60.6) 居住在團體機構內
  - (V60.8) 其他特定住宅及經濟環境
  - (V60.9) 住宅及經濟環境
- (V61) 其他家庭情況
  - (V61.0) 家庭破裂
  - (V61.1) 婚姻及伴侶問題諮詢
    - (V61.10) 婚姻及伴侶問題諮詢
    - (V61.11) 配偶及伴侶虐待受害者諮詢
    - (V61.12) 配偶及伴侶虐待施害者諮詢

  - (V61.2) 親子問題
    - (V61.20) 親子問題諮詢
    - (V61.21) 受虐兒童諮詢
    - (V61.22) 親子虐待施害者諮詢
    - (V61.29) 其他親子問題

  - (V61.3) 與年老父母或岳父母相關問題
  - (V61.4) 家庭健康問題
    - (V61.41) 家庭中有酒癮者
    - (V61.49) 其他家庭之健康問題

  - (V61.5) 多產家庭
  - (V61.6) 私生子或未婚懷孕
  - (V61.7) 其他非意願之懷孕
  - (V61.8) 其他特定之家庭情況
  - (V61.9) 家庭情況
- (V62) 其他心理社會之情況
  - (V62.0) 失業
  - (V62.1) 工作環境之不良影響
  - (V62.2) 其他職業情況或適應不良
  - (V62.3) 學習情況
  - (V62.4) 社會適應不良
  - (V62.5) 法律上之情況
  - (V62.6) 因宗教或主觀(意識)拒絕治療
  - (V62.8) 其他心理或生理的壓力，NEC
    - (V62.81) 人際關係問題，NEC
    - (V62.82) 喪失親人，非複雜性的
    - (V62.83) 生理或性虐待之施害者諮詢
    - (V62.89) 其他心理或生理的壓力，NEC

  - (V62.9) 社會心理問題
- (V63) 其他醫療保健機構照顧之無法獲得
  - (V63.0) 居住處遠離醫院或其他醫療保健機構
  - (V63.1) 居家醫療服務之無法獲得
  - (V63.2) 患者等候其他適合之機構住院
  - (V63.8) 其他特定原因醫療保健機構照顧之無法獲得
  - (V63.9) 未明原因醫療保健機構照顧之無法獲得
- (V64) 因特殊醫療處置，而涉及醫療照護者，但該醫療處置未執行
  - (V64.0) 因禁忌而未執行疫苗接種
  - (V64.1) 因禁忌而未執行手術或其他處置
  - (V64.2) 因病患決定而未執行手術或其他處置
  - (V64.3) 因其他原因而未執行醫療處置
  - (V64.4) 腹腔鏡手術轉為傳統開刀處置
- (V65) 無主訴及疾病之醫療諮詢
  - (V65.0) 健康者陪患者就診
  - (V65.1) 代替別人諮詢
  - (V65.2) 詐病
  - (V65.3) 飲食監控與諮詢
  - (V65.4) 其他諮詢，NEC
    - (V65.40) 諮詢，NOS
    - (V65.41) 運動之諮詢
    - (V65.42) 藥物使用及濫用之諮詢
    - (V65.43) 外傷預防之諮詢
    - (V65.44) 後天免疫缺乏病毒疾病之諮詢
    - (V65.45) 其他性傳染疾病之諮詢
    - (V65.49) 其他特定之諮詢

  - (V65.5) 具主訴而未確立診斷者
  - (V65.8) 其他無主訴及疾病之醫療諮詢
  - (V65.9) 無主訴及疾病之醫療諮詢
- (V66) 恢復期及緩和照護
  - (V66.0) 手術後恢復期
  - (V66.1) 放射治療後恢復期
  - (V66.2) 化學治療後恢復期
  - (V66.3) 心理治療和精神疾患之其他治療後恢復期
  - (V66.4) 骨折治療後恢復期
  - (V66.5) 其他治療後恢復期
  - (V66.6) 混合性治療後恢復期
  - (V66.7) 緩和照護
  - (V66.9) 恢復期
- (V67) 追蹤檢查
  - (V67.0) 手術後追蹤檢查
    - (V67.00) 手術後追蹤檢查
    - (V67.01) 陰道抹片追蹤檢查
    - (V67.09) 其他手術後追蹤檢查

  - (V67.1) 放射治療後追蹤檢查
  - (V67.2) 化學治療後追蹤檢查
  - (V67.3) 心理治療和精神疾患之其他追蹤檢查
  - (V67.4) 骨折治癒後追蹤檢查
  - (V67.5) 其他治療後追蹤檢查
    - (V67.51) 使用高危險性藥物完全治療後追蹤檢查，NEC
    - (V67.59) 其他治療後追蹤檢查

  - (V67.6) 合併性治療後追蹤檢查
  - (V67.9) 追蹤檢查
- (V68) 行政目的就診
  - (V68.0) 開立診斷証明書
  - (V68.1) 索取重覆處方
  - (V68.2) 要求專業之証明
  - (V68.8) 其他特定行政目的就診
    - (V68.81) 對患者未予檢查或治療的轉介服務
    - (V68.89) 其他特定行政目的就診

  - (V68.9) 未明行政目的就診
- (V69) 與生活方式有關之問題
  - (V69.0) 缺乏運動
  - (V69.1) 不適當之飲食習慣
  - (V69.2) 高危險性行為
  - (V69.3) 賭博
  - (V69.8) 其他與生活方式有關之問題
  - (V69.9) 與生活方式有關之問題

## 未有具體診斷之個人及群體檢查與調查 (V70–V82)
- (V70) 一般醫學檢查
  - (V70.0) 在健康照護機構所作之一般常規醫學檢查
  - (V70.1) 官方要求作之一般精神檢查
  - (V70.2) 其他一般精神檢查
  - (V70.3) 為了行政目的之其他醫學檢查
  - (V70.4) 為了醫療法律因素之檢查
  - (V70.5) 特定人口之健康檢查
  - (V70.6) 全人口普查之健康檢查
  - (V70.7) 臨床研究中作正常比較或控制之檢查
  - (V70.8) 其他特定一般醫學檢查
  - (V70.9) 一般醫學檢查
- (V71) 對疑似狀況的評估與觀察
  - (V71.0) 對疑似精神狀況的評估與觀察
    - (V71.01) 成人反社會行為之評估與觀察
    - (V71.02) 兒童或青少年反社會行為之評估與觀察
    - (V71.09) 其他精神狀況的評估與觀察

  - (V71.1) 對疑似惡性腫瘤之觀察
  - (V71.2) 對疑似結核病之觀察
  - (V71.3) 對工作意外後之觀察
  - (V71.4) 對其他意外後之觀察
  - (V71.5) 對強暴或誘騙後之觀察
  - (V71.6) 對其他遭遇外傷後之觀察
  - (V71.7) 對疑似心臟血管疾病之觀察
  - (V71.8) 其他特殊疑似狀況之觀察
    - (V71.81) 對虐待及疏忽之觀察
    - (V71.89) 其他特殊疑似狀況之觀察

  - (V71.9) 對疑似狀況之觀察
- (V72) 特殊調查及檢查
  - (V72.0) 眼睛及視力檢查
  - (V72.1) 耳及聽力檢查
  - (V72.2) 牙齒檢查
  - (V72.3) 婦科檢查
  - (V72.4) 未確定懷孕之懷孕檢查或測定
  - (V72.5) 放射科檢查，NEC
  - (V72.6) 實驗室檢查
  - (V72.7) 診斷性之皮膚及感覺測定
  - (V72.8) 其他特殊檢查
    - (V72.81) 手術前心臟血管系統之檢查
    - (V72.82) 手術前呼吸系統之檢查
    - (V72.83) 其他手術前之檢查
    - (V72.84) 手術前檢查
    - (V72.85) 其他特殊檢查

  - (V72.9) 檢查
- (V73) 病毒疾病之特殊篩檢
  - (V73.0) 脊髓灰質炎之特殊篩檢
  - (V73.1) 天花之特殊篩檢
  - (V73.2) 麻疹之特殊篩檢
  - (V73.3) 風疹之特殊篩檢
  - (V73.4) 黃熱病之特殊篩檢
  - (V73.5) 其他節肢動物媒介之病毒疾病之特殊篩檢
  - (V73.6) 砂眼之特殊篩檢
  - (V73.8) 其他病毒及衣原菌疾病之特殊篩檢
    - (V73.88) 其他衣原菌疾病之特殊篩檢
    - (V73.89) 其他病毒疾病之特殊篩檢

  - (V73.9) 病毒及衣原菌疾病之特殊篩檢
    - (V73.98) 衣原菌疾病之特殊篩檢
    - (V73.99) 病毒疾病之特殊篩檢
- (V74) 細菌及螺旋體疾病之特殊篩檢
  - (V74.0) 霍亂之特殊篩檢
  - (V74.1) 肺結核之特殊篩檢
  - (V74.2) 麻瘋病之特殊篩檢
  - (V74.3) 白喉病之特殊篩檢
  - (V74.4) 細菌性結膜炎之特殊篩檢
  - (V74.5) 性病之特殊篩檢
  - (V74.6) 雅司病之特殊篩檢
  - (V74.8) 其他細菌和螺旋體疾病之特殊篩檢
  - (V74.9) 細菌和螺旋體疾病之特殊篩檢
- (V75) 其他傳染疾病之特殊篩檢
  - (V75.0) 立克次體疾病之特殊篩檢
  - (V75.1) 瘧疾篩檢
  - (V75.2) 萊什曼病篩檢
  - (V75.3) 錐虫病篩檢
  - (V75.4) 黴菌感染篩檢
  - (V75.5) 血吸虫病篩檢
  - (V75.6) 絲虫病篩檢
  - (V75.7) 腸道蠕虫篩檢
  - (V75.8) 其他特定之寄生虫傳染病篩檢
  - (V75.9) 傳染病篩檢
- (V76) 惡性腫瘤之特殊篩檢
  - (V76.0) 呼吸器官惡性腫瘤之篩檢
  - (V76.1) 乳癌篩檢
    - (V76.10) 乳癌篩檢
    - (V76.11) 乳癌高危險群乳房攝影篩檢
    - (V76.12) 其他乳房攝影篩檢
    - (V76.19) 其他乳房檢查篩檢

  - (V76.2) 子宮頸癌篩檢
  - (V76.3) 膀胱癌篩檢
  - (V76.4) 其他部位惡性腫瘤之篩檢
    - (V76.41) 直腸癌篩檢
    - (V76.42) 口腔癌篩檢
    - (V76.43) 皮膚癌篩檢
    - (V76.44) 攝護腺癌篩檢
    - (V76.45) 睪丸癌篩檢
    - (V76.46) 卵巢癌篩檢
    - (V76.47) 陰道癌篩檢
    - (V76.49) 其他部位惡性腫瘤之篩檢

  - (V76.5) 腸癌篩檢
    - (V76.50) 腸癌篩檢
    - (V76.51) 大腸癌篩檢
    - (V76.52) 小腸癌篩檢

  - (V76.8) 其他贅瘤之篩檢
    - (V76.81) 神經系統贅瘤之篩檢
    - (V76.89) 其他贅瘤之篩檢

  - (V76.9) 惡性腫瘤之篩檢
- (V77) 內分泌,營養,新陳代謝及免疫疾病之特殊篩檢
  - (V77.0) 甲狀腺異常篩檢
  - (V77.1) 糖尿病篩檢
  - (V77.2) 營養不良篩檢
  - (V77.3) 苯酮尿症篩檢
  - (V77.4) 單奶糖血症篩檢
  - (V77.5) 痛風篩檢
  - (V77.6) 囊樣纖維化篩檢
  - (V77.7) 其他先天性新陳代謝異常篩檢
  - (V77.8) 肥胖症篩檢
  - (V77.9) 其他內分泌，營養，新陳代謝及免疫疾病之特殊篩檢
    - (V77.91) 脂質異常篩檢
    - (V77.99) 其他內分泌，營養，新陳代謝及免疫疾病之特殊篩檢
- (V78) 血液及造血器官異常之特殊篩檢
  - (V78.0) 缺鐵性貧血篩檢
  - (V78.1) 其他缺乏性貧血之篩檢
  - (V78.2) 鎌刀狀細胞貧血症或性狀
  - (V78.3) 其他血紅素疾病之篩檢
  - (V78.8) 其他血液及造血器官異常之篩檢
  - (V78.9) 血液及造血器官異常之篩檢
- (V79) 精神疾患及智能障礙之篩檢
  - (V79.0) 憂鬱症篩檢
  - (V79.1) 酒癮篩檢
  - (V79.2) 智能不足篩檢
  - (V79.3) 幼童智能障礙之篩檢
  - (V79.8) 其他精神疾患及智能障礙之篩檢
  - (V79.9) 精神疾患及智能障礙之篩檢
- (V80) 神經，眼及耳疾病之特殊篩檢
  - (V80.0) 神經狀態篩檢
  - (V80.1) 青光眼篩檢
  - (V80.2) 其他眼睛狀態篩檢
  - (V80.3) 耳疾病篩檢
- (V81) 心臟血管，呼吸和生殖泌尿疾病之特殊篩檢
  - (V81.0) 缺血性心臟病篩檢
  - (V81.1) 高血壓篩檢
  - (V81.2) 其他心臟血管狀態篩檢
  - (V81.3) 慢性支氣管炎及肺氣腫篩檢
  - (V81.4) 其他呼吸狀態篩檢
  - (V81.5) 腎病篩檢
  - (V81.6) 其他生殖泌尿狀態篩檢
- (V82) 其他狀態之特殊篩檢
  - (V82.0) 皮膚狀態篩檢
  - (V82.1) 風濕性關節炎篩檢
  - (V82.2) 其他風濕性疾病篩檢
  - (V82.3) 髖部先天性脫位症篩檢
  - (V82.4) 母體產後染色體異常篩檢
  - (V82.5) 化學中毒及其他污染之篩檢
  - (V82.6) 多階段篩檢
  - (V82.8) 其他狀態之特殊篩檢
    - (V82.81) 骨質疏鬆症篩檢
    - (V82.89) 其他特定狀態之特殊篩檢

  - (V82.9) 特殊篩檢